# 秋田駅

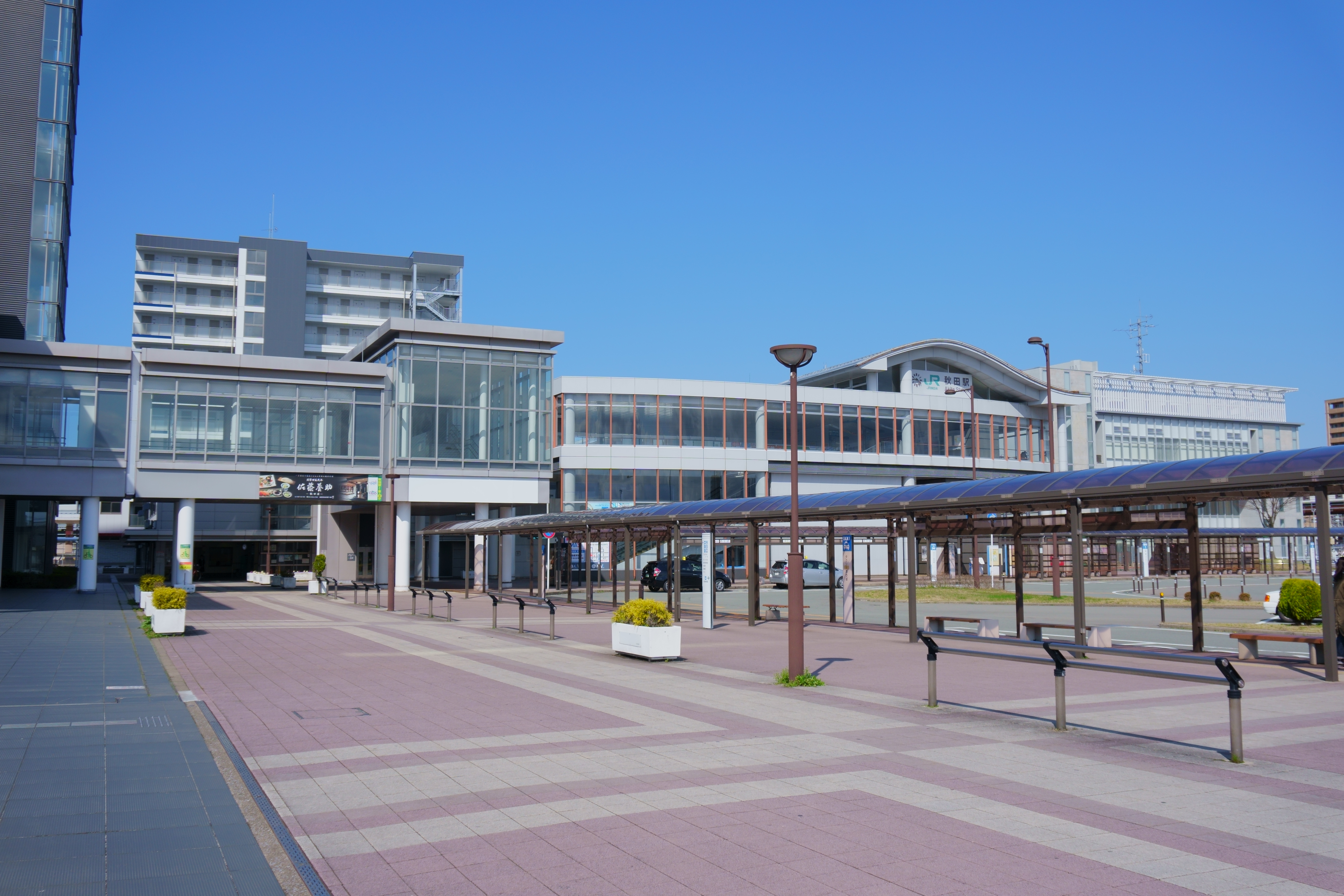
東口（2020年3月）

秋田駅（あきたえき）は、秋田県秋田市中通7丁目にある、東日本旅客鉄道（JR東日本）の駅である。

## 乗り入れ路線
- 奥羽本線[2] （所属線）
- 羽越本線[3] - 当駅が終着駅。
- 秋田新幹線 - 当駅が終着駅。田沢湖線・奥羽本線経由で乗り入れる。
- 男鹿線 - 追分駅を起点とし、奥羽本線経由で乗り入れる。

## 歴史
秋田駅は、1902年（明治35年）10月21日に、官設鉄道・奥羽北線の五城目 - 秋田間の開通によって設置された。初代駅舎は1902年から3年間供用された後、二代目駅舎が1905年（明治38年）から56年間使用された。開業時は仮駅舎扱いで設置され、駅周辺が秋田市に編入後に本駅舎が完成したとされる。
その後、1961年（昭和36年）9月1日に民衆駅として改築され（3代目）、秋田ステーションデパートが併設された。
1995年（平成7年）2月には、秋田新幹線の開業をより効果的にするため、秋田県知事・秋田市長・JR東日本・秋田ステーションデパート間で「秋田駅関連整備事業に関する基本協定」が締結され、11月には、秋田市が事業主体の橋上駅舎と秋田駅東西連絡自由通路「ぽぽろーど」およびJR東日本と秋田ステーションデパートが事業主体の駅ビル「トピコ」が整備着手に入った。
橋上駅舎は事業費30億円（JRは8.5億円を負担）を投じ、「光と風の駅」をメインコンセプトとして、さらに緩やかにうねる大屋根などをデザイン要素として織り込み、1997年（平成9年）3月16日にオープンした（4代目）。この駅舎は、2002年（平成14年）に国土交通省東北運輸局によって「日本海のうねりや秋田の山並みをモチーフにした波形の屋根が印象的な駅舎」として、東北の駅百選に選定されている。2017年（平成29年）には秋田新幹線の開業20周年などを踏まえ、JR東日本が整備を進めて来た秋田駅中央改札前の秋田杉によるファサードや、新待合ラウンジなどが新たにお目見えした。
トピコは、事業費20億円を投じ、ぽぽろーどと同時にオープンした。全3フロアで土産物店を中心に物販・飲食・サービスの店舗を展開し、中央に3層の吹き抜けを設け、上下階の一体感を創出した上で多目的に利用可能なスペースも設けた。その後、トピコは2019年（平成31年）3月に3階、2020年（令和2年）3月には1階がリニューアルオープンしている。
ぽぽろーどは、橋上駅舎が完成後の1999年（平成11年）8月に事業費39億円（国11億、県15億、市13億）を投じて着工され、翌年7月29日に供用を開始した。デザインポリシーとして橋上駅舎と自由通路を一体化した空間として捉え、また延長186メートルの長い通路を単一なデザインによる均一な空間ではなく、連続性を意識させるデザインを持ちながら、場の持つ空間の質の違いを持たせ、分節化を図るとの構想を具現化した。なお、ぽぽろーどは2000年（平成12年）に西口広場をまたぐ76メートル、2003年（平成15年）には東口の再開発ビル秋田拠点センターアルヴェにつながる59メートルが延伸されている。
2013年（平成25年）10月9日の夜間から、太陽光発電を活用し、西口中央に設置されている駅名看板のライトアップが行われ、2015年3月27日には西口北側・南側の駅名看板にもライトアップが追加されている。
旧社屋が老朽化したため、西口に新築したJR秋田支社ビルが落成し、2017年（平成29年）4月24日から新社屋にて業務を開始した。これに先立って、4月1日には建て替えた秋田駅西口駐車場が開業した。
2024年（令和6年）7月にかけて木製の枕木をコンクリート製などに変更する設備強化工事が行われる。

### 年表
- 1902年（明治35年）10月21日：奥羽北線の五城目 - 秋田間開通に伴い、終着駅として開業[新聞 1]。当時の所在地は南秋田郡広山田村楢山字長沼。
- 1903年（明治36年）
  - 10月1日：奥羽北線の秋田 - 和田間開通に伴い、中間駅となる。
  - 12月11日：秋田電信取扱所を開設[9]。公衆電報の取り扱いを開始。
- 1905年（明治38年）8月1日：駅所在地および周辺の鉄道用地が秋田市へ編入される。
- 1920年（大正9年）2月22日：羽越北線の道川駅 - 秋田駅間が開通[3]。接続駅となる。
- 1931年（昭和6年）12月17日：路面電車の秋田電車による秋田駅前 - 県庁間が開通[5]。
- 1932年（昭和7年）2月15日：秋田電車による県庁間 - 大町二丁目間が開通[5]。
- 1933年（昭和8年）10月：待合室に拡声器設置[新聞 7]。
- 1938年（昭和13年）4月：電気時計設置[新聞 8]。
- 1940年（昭和15年）4月：秋田電車による秋田駅前 - 大町二丁目間が廃止[5]。
- 1947年（昭和22年）8月12日：昭和天皇の戦後巡幸。同月15日にかけて、お召し列車が発着[10]。
- 1951年（昭和26年）2月7日：秋田電車から路面電車を譲り受けた秋田市運輸課（のちの秋田市交通局）によって秋田駅前 - 県庁間が秋田市電として再開通[5]。
- 1952年（昭和27年）10月14日：武塙祐吉秋田市長に一日駅長を委嘱[11]。
- 1955年（昭和30年）9月1日：駅構内に青森鉄道郵便局秋田分局が開局[12]。
- 1961年（昭和36年）
  - 9月1日：「秋田民衆駅」として駅舎改築。
  - 10月14日：三浦傳六秋田商工会議所会頭に一日駅長を委嘱[11]。
- 1964年（昭和39年）10月1日：1番線ホーム使用開始に伴い、従来の1番線ホームが2番線ホームとなる[新聞 9]。小口混載および専用線発着以外の車扱貨物の取り扱いを廃止[13]。
- 1966年（昭和41年）
  - 2月1日：2番ホームで奥羽・羽越本線複線電化起工式を挙行[新聞 10]。
  - 3月31日：秋田市電が全線廃止[5]。
  - 7月1日：専用線発着車扱貨物以外の貨物の取り扱いを廃止[14]。
  - 10月14日：菓子舗榮太楼社長長女小国芳子[注 2]に一日駅長を委嘱[11]。
- 1969年（昭和44年）8月25日：昭和天皇、香淳皇后を乗せたお召し列車が到着[15]。
- 1970年（昭和45年）7月22日：1番ホームを48.5メートル延伸し、ホーム幅も2倍に拡げて上屋を設置[新聞 11]。
- 1971年（昭和46年）7月15日：「秋田駅旅行センター」（日本旅行と提携）が開業[16]。
- 1978年（昭和53年）
  - 4月：電報の取り扱いを廃止[注 3]。
  - 9月30日：同年10月2日に行われた53.10ダイヤ改正（ゴーサントオ）で行われた列車増発に伴い、第4ホーム（当時は7・8番線。秋田新幹線開業後は7・8・11・12番線）の使用を開始[新聞 12]。
- 1980年（昭和55年）9月1日：専用線発着の車扱貨物の取り扱いを廃止[2]。
- 1984年（昭和59年）
  - 2月1日：青森鉄道郵便局秋田分局が廃止。
  - 7月10日：コンピューターによる旅行情報端末を設置[新聞 13]。
  - 12月：改札口上の発車標が字幕式からLED3色発光式に取替（大船駅に次いで全国2番目の設置）[新聞 14]。
- 1985年（昭和60年）
  - 7月30日：秋鉄局直営のコーヒーショップ「アッキー・１」が開店[新聞 15]。
  - 8月4日：秋鉄局直営のベーカリーショップ「パナデリアアッキー」が開店[18]。
- 1986年（昭和61年）
  - 2月20日：秋鉄局直営の売店「トラベルアッキー」が開店[新聞 16]。
  - 4月1日：5・6番線ホームにエスカレーターを設置[19]。
  - 7月1日：秋田駅・秋田ステーションデパートが全面改装オープン[19]。
  - 12月20日：オレンジカード対応券売機うぃ設置[新聞 17]。
- 1987年（昭和62年）4月1日：国鉄分割民営化により、東日本旅客鉄道（JR東日本）の駅となる[2][3]。
- 1988年（昭和63年）
  - 4月2日：秋田駅東西連絡歩道橋「Weロード」が開通（北改札口に直通）[新聞 18]。橋上駅舎になるまでの9年間、駅東口としての役割を果たした。
  - 11月13日：JR直営のコンビニエンスストア「JCエニーズ秋田店」が開店[20][新聞 19]。
- 1989年（平成元年）9月27日：JR直営パブ「ワンショット」が開店[20]。
- 1991年（平成3年）12月20日：秋田駅旅行センターをびゅうプラザに改称[21][新聞 20]。
- 1992年（平成4年）
  - 4月14日：指定券・寝台券自動販売機「トラベル・エディ」を設置[新聞 21]。
  - 7月1日：山形新幹線開業に伴い、「トラベル・エディ」で新幹線特急券の取扱を開始[新聞 21]。
  - 10月1日：びゅうプラザが秋田支社直轄となり、「びゅうプラザ秋田」としてオープン[22]。
- 1995年（平成7年）11月27日：駅舎改築安全祈願祭を挙行[新聞 22]。
- 1996年（平成8年）
  - 1月22日：駅舎改築のため、仮駅舎にて営業を開始[新聞 23]。南改札口を閉鎖。
  - 6月9日・6月10日：橋上建設工事のため、ほとんどの発着列車がバス代行輸送。追分駅、土崎駅・和田駅・新屋駅で列車折り返し輸送。
- 1997年（平成9年）
  - 3月16日：現駅舎に改築[新聞 24]。南改札口開設。
  - 3月22日：秋田新幹線が開業。
- 1999年（平成11年）1月19日：新幹線改札口に自動改札機を導入[新聞 25]。
- 2000年（平成12年）7月29日：秋田駅東西連絡自由通路「ぽぽろーど」が開通[新聞 26]。
- 2002年（平成14年）：東北の駅百選に選定される。
- 2004年（平成16年）：新幹線乗換口業務をジェイアールアトリスへ委託。
- 2006年（平成18年）
  - 3月28日：在来線中央改札口に自動改札機を導入。
  - 12月末：3・4番線ホーム上の立ち食いそば屋が閉店[新聞 27]。
- 2007年（平成19年）7月1日：北改札口をメトロポリタン口、南改札口をトピコ口に改称。
- 2008年（平成20年）8月2日：Weロードの自転車通行が可能になる。
- 2015年（平成27年）
  - 7月1日：JR東日本グループ再編に伴い、新幹線乗換口業務をJR東日本東北総合サービスへ委託。
  - 9月1日：秋田県・秋田市とともに三者による連携協定を締結[報道 9][新聞 4]。
  - 9月30日：びゅうプラザ内の旅先サポートカウンターの業務を終了[23]。
- 2016年（平成28年）5月24日：秋田県警とJR秋田支社にて、テロ対策訓練を実施[新聞 28]。
- 2017年（平成29年）
  - 2月21日：秋田支社より、秋田新幹線開業20周年に合わせ、全乗り場の発車メロディを県内出身のシンガーソングライター、高橋優（平鹿郡山内村〈現在の横手市〉出身）が手掛けた「明日はきっといい日になる」を採用し、翌月3月22日に変更する旨を発表[報道 1][新聞 29]。
  - 3月22日：前述の運用を開始する[新聞 30]。
  - 4月1日：秋田駅西口駐車場ビル（トピコ・アルス第1駐車場）がオープン[報道 1]。
  - 8月31日：秋田県警、秋田市消防本部およびJR東日本秋田支社約100人にて、化学薬品が使われたテロを想定した合同訓練を実施[新聞 31]。
  - 10月27日：秋田駅の改装プロジェクトが、木材を生かした建築や木製品、研究を評価する「ウッドデザイン賞2017」に選出[報道 10]。
  - 11月24日：秋田駅の改装プロジェクトが、「ウッドデザイン賞2017」の最優秀賞に選出[24][報道 11][新聞 32]。表彰式およびセミナーは、同年12月7日に東京ビッグサイトで開催[報道 11]。
- 2018年（平成30年）
  - 3月24日：中央改札口にデジタルサイネージを設置[報道 12]。
  - 6月1日：「びゅうプラザ秋田駅」をびゅうトラベルサービスに移管。
- 2019年（令和元年）
  - 9月ごろ：中央改札口改札内に乗越精算機を新設。
  - 10月1日：新幹線改札口、遺失物取扱業務をJR東日本東北総合サービスへ委託。
- 2020年（令和2年）
  - 3月14日：新幹線eチケットサービスを開始[報道 13]。
  - 3月23日：信号取扱業務を秋田駅輸送本部から秋田総合指令室に移管し、運転取扱駅から準運転取扱駅になる（操車業務は改札担当社員が兼務）[25]。
  - 11月30日 ：「びゅうプラザ秋田駅」の営業を終了[報道 14][報道 15]。
- 2021年（令和3年）
  - 2月12日：みどりの窓口内にて、駅ナカシェアオフィス「STATION WORK」のブース型「STATION BOOTH」が開業[26][報道 16]。
  - 3月13日：タッチでGo!新幹線のサービスを開始[注 4][報道 17]。自動券売機が交通系ICカードに対応し、近距離乗車券がSuicaなどで購入可能になる（ただし、在来線自動改札機は非対応のまま）。
  - 3月24日：「駅たびコンシェルジュ秋田」が開業[報道 18][報道 14][報道 19]。
- 2022年（令和4年）
  - 3月12日：秋田駅（中央地区連携室を含む）と土崎駅を統合した秋田営業統括センターを設置。秋田駅長は秋田営業統括センター所長（中央地区駅長兼務）となる。
  - 4月10日：トピコ口の営業を終了。
  - 10月22日：秋田駅周辺にて、JR秋田駅開業120周年と、日本の鉄道開業150周年を記念した「秋田エリアプレミアムフェア2022」を開催[新聞 33]。
- 2023年（令和5年）
  - 2月16日：ICカード「Suica」利用開始まで100日となり、当駅にカウントダウンボードを設置[新聞 34]。
  - 3月18日：第4ホームの乗換改札口が終了。羽後本荘駅が秋田営業統括センター傘下となる。
  - 5月27日：奥羽本線（男鹿線直通含む）および羽越本線においてICカード「Suica」の利用が可能となる[報道 20][報道 21]。猿田和三秋田県副知事、穂積志秋田市長、井料青海JR秋田支社長などが出席し、当駅にて記念式典を開催[新聞 35]。
- 2024年（令和6年）
  - 3月16日：秋田営業統括センターと秋田運輸区を統合した秋田統括センターを設置。
  - 3月26日：JR秋田駅構内で心肺停止状態の高齢男性の救命活動を迅速に行ったとして、城東消防署はJR東日本秋田支社秋田統括センターとJR東日本東北総合サービスの2社を消防協力者として表彰[新聞 36]。
  - 4月17日：JR秋田支社社員と県警鉄道警察隊、秋田中央警察署員計約70人が参加し、テロ対策訓練を実施[新聞 37]。
  - 7月22日：日本盲導犬協会仙台訓練センター主催により、視覚障害者を対象とした鉄道利用講習会を開催。視覚障害者6人が切符の購入、改札口の通過や電車の乗降を体験[新聞 38]。
  - 10月1日：えきねっとQチケのサービスを開始[1][報道 22]。
- 2025年（令和7年）
  - 4月1日：地域と連携しながら施策を推進する「地域共創オフィス」を駅構内の事務室に設置[新聞 39]。
  - 7月10日：JR秋田支社社員や警察官およそ40人にて、無差別テロを想定した訓練を実施[27]。

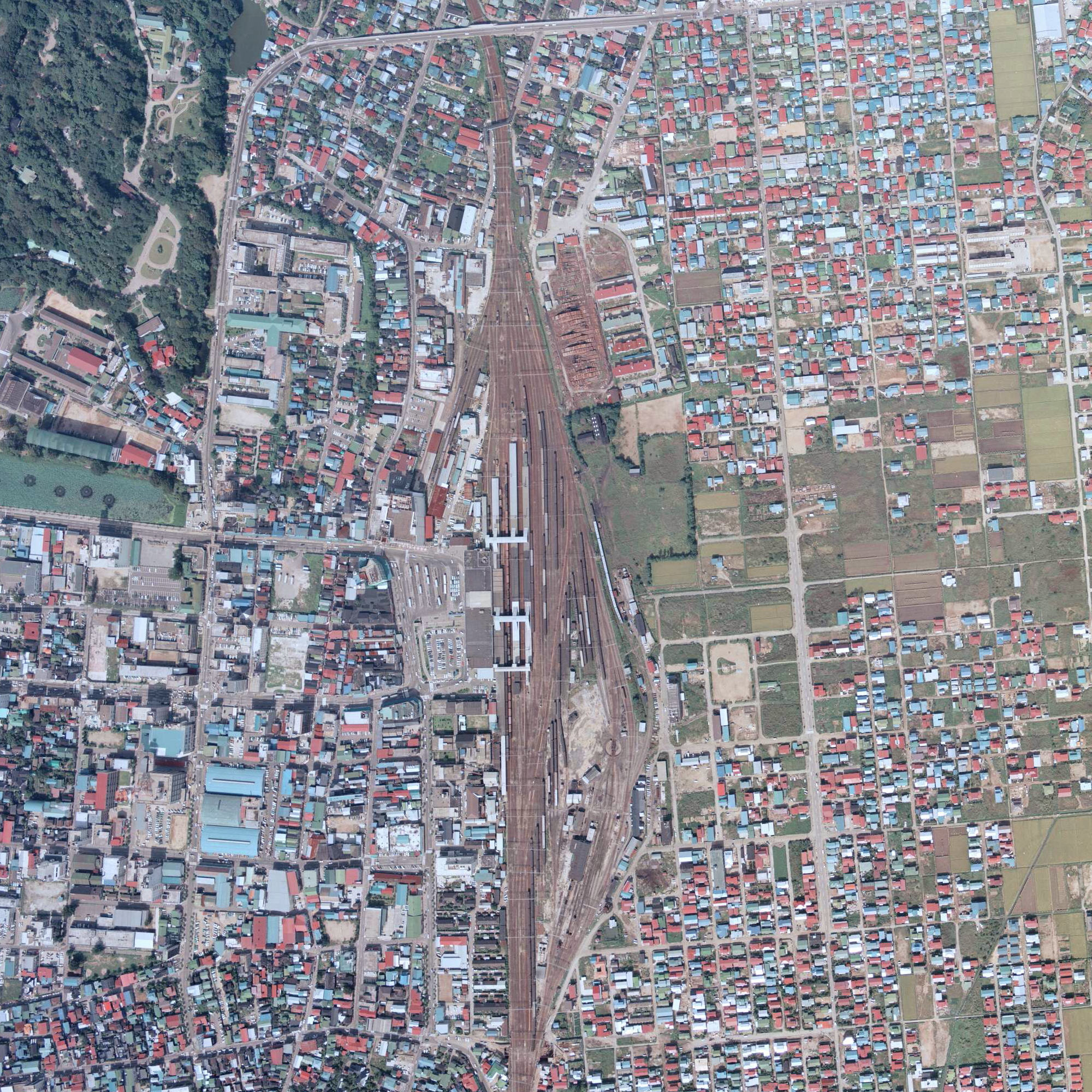
秋田駅周辺の空中写真（1975年9月撮影）
国土交通省 国土地理院 地図・空中写真閲覧サービスの空中写真を基に作成
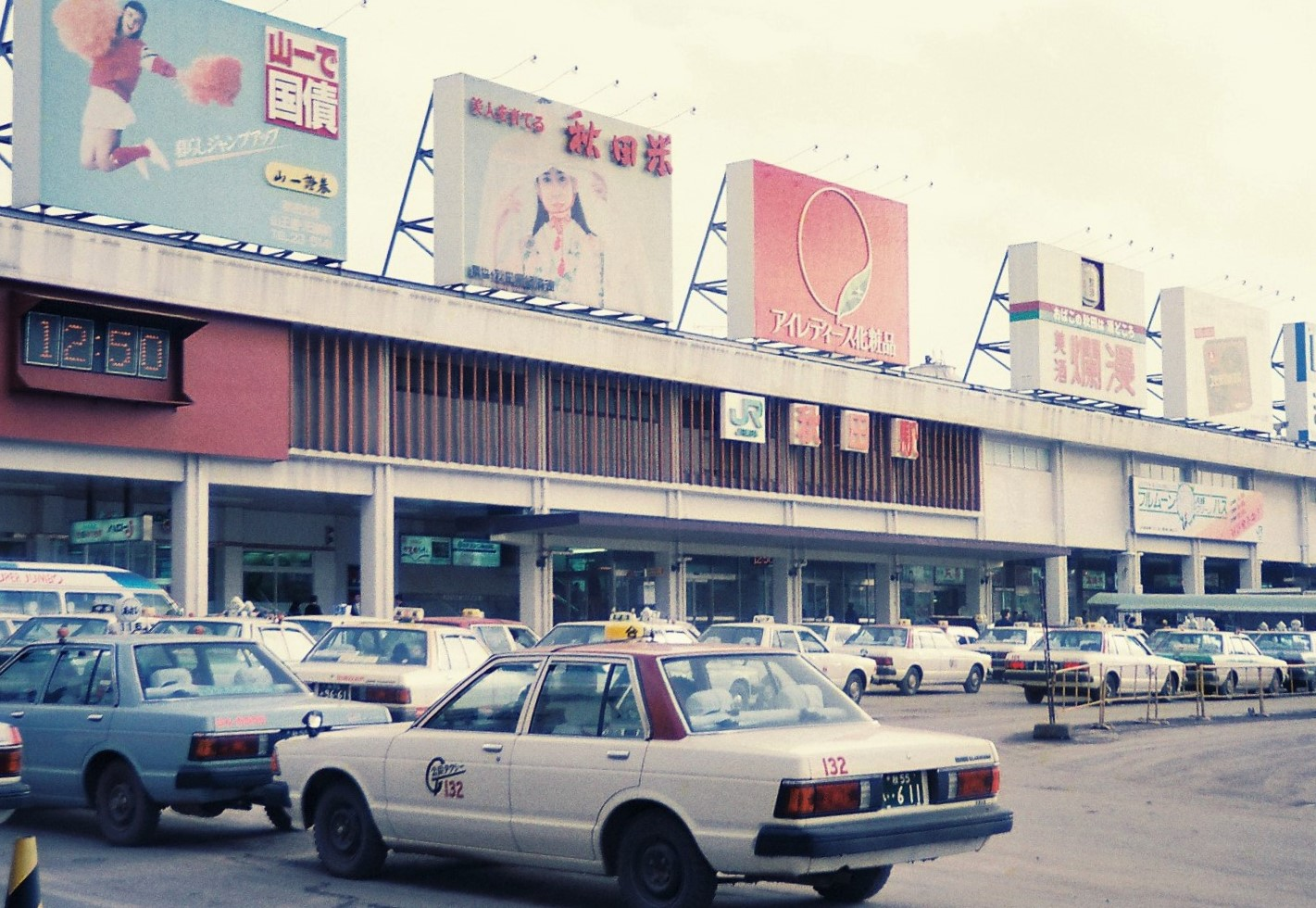
1961年改築の3代目駅舎（1987年12月）

## 駅構造
駅舎は橋上駅舎を有する地上駅である。秋田駅東西連絡自由通路「ぽぽろーど」にある。自由通路の北側は、西から駅ビル、ビューアルッテ、駅たびコンシェルジュ秋田、みどりの窓口、在来線改札口、新幹線改札口の順に並んでいる。新幹線改札口には自動改札機（新幹線eチケットサービス、タッチでGo!新幹線、えきねっとQチケ利用可）が設置されている。かつてはみどりの窓口内に「秋田お客さま相談室」が設置されていたが、2011年（平成23年）9月30日をもって廃止された。中央改札口横にはNewDays秋田中央口店がある。在来線は、中央改札口のみSuicaやえきねっとQチケに対応する自動改札機が導入され、それ以外の改札口には簡易Suica改札機が設置されている。自動券売機は各改札口に、みどりの窓口、指定席券売機、のりこし精算機は中央口のみ設置されている。なお、乗車券類の払い戻しは中央改札口精算所での取り扱いとなっている。
自由通路の南側は、西から駅ビル駐車場、スターバックスコーヒー秋田駅店、駅そばしらかみ庵、待合室、NewDays秋田ぽぽろーど店、秋田市観光案内所がある。2017年（平成29年）3月の改装工事で、NewDays秋田ぽぽろーど店にはみずほ銀行のMMKタイプの店舗外ATMが設置された。
直営駅で、秋田統括センター所在駅である。ただし、新幹線改札口（中央口）、新幹線乗換口、新幹線ホームの案内放送、メトロポリタン口改札、遺失物の取り扱い業務はJR東日本東北総合サービスに委託されている。駅たびコンシェルジュ秋田は、JR東日本びゅうツーリズム&セールスの運営である。管理駅として、奥羽本線の大張野駅・和田駅・四ツ小屋駅・泉外旭川駅および羽越本線の下浜駅 - 羽後牛島駅間の各駅を管理している。秋田統括センターとして、土崎駅・羽後本荘駅を傘下に置く。

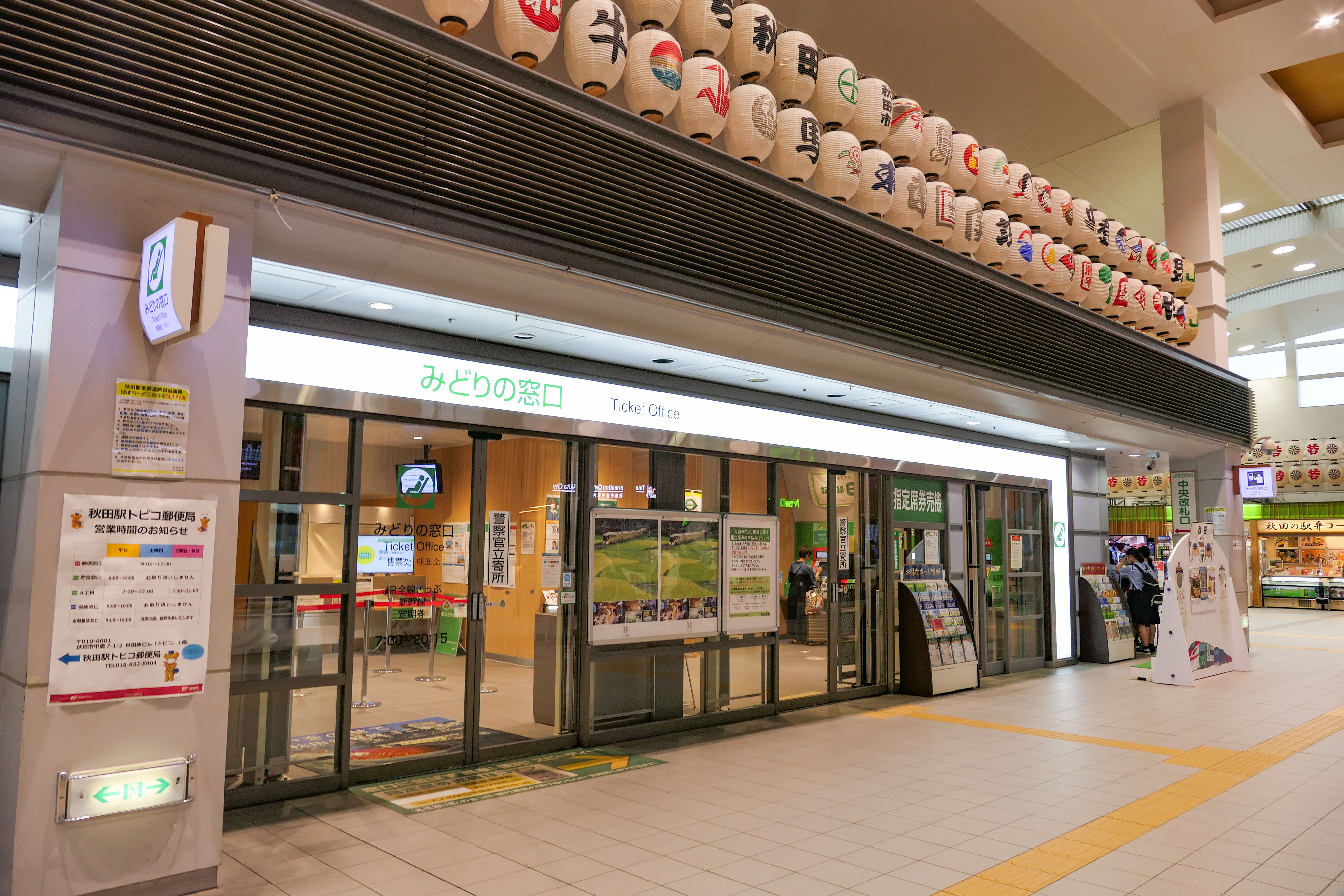
みどりの窓口（2023年7月）
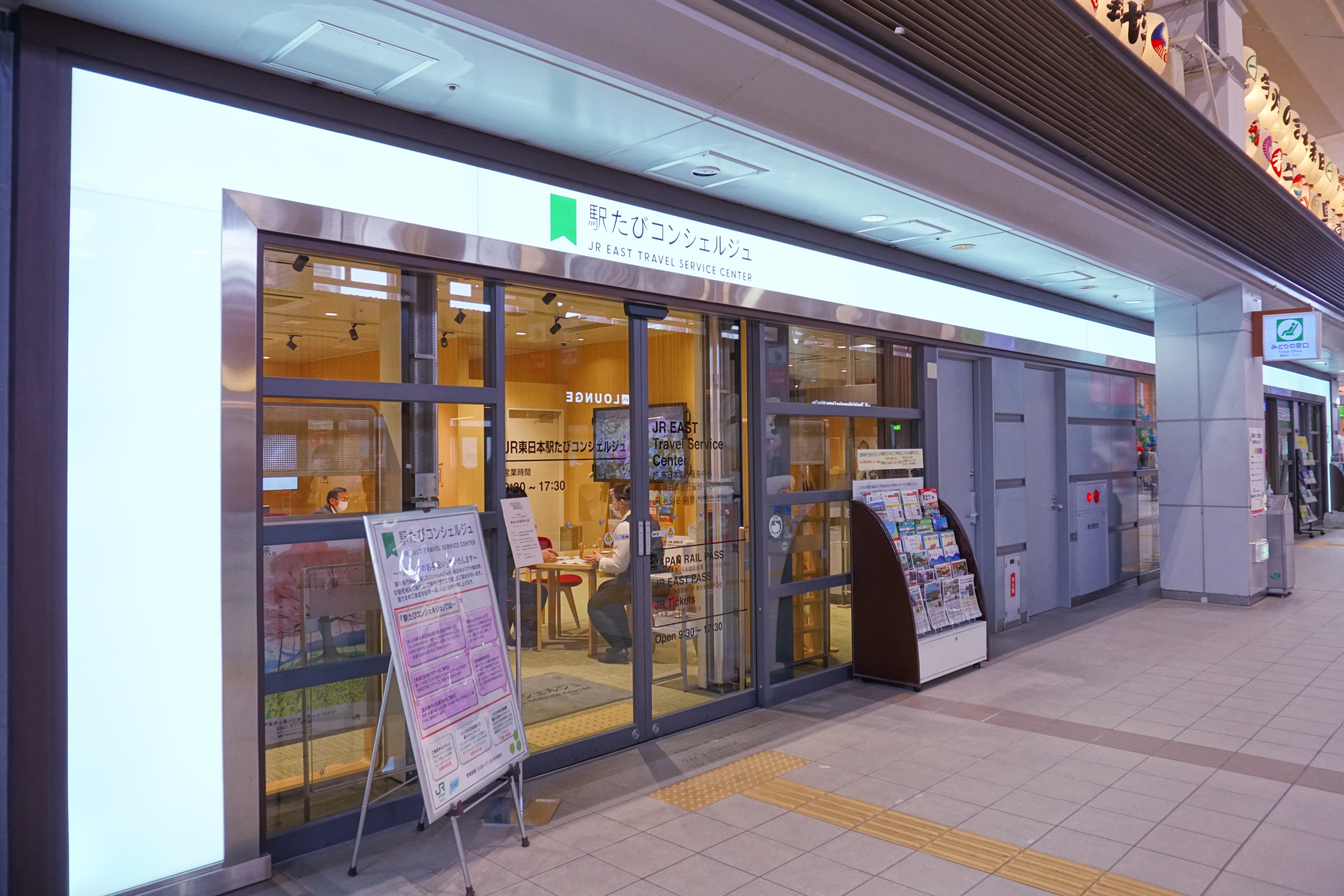
駅たびコンシェルジュ秋田（2021年3月）
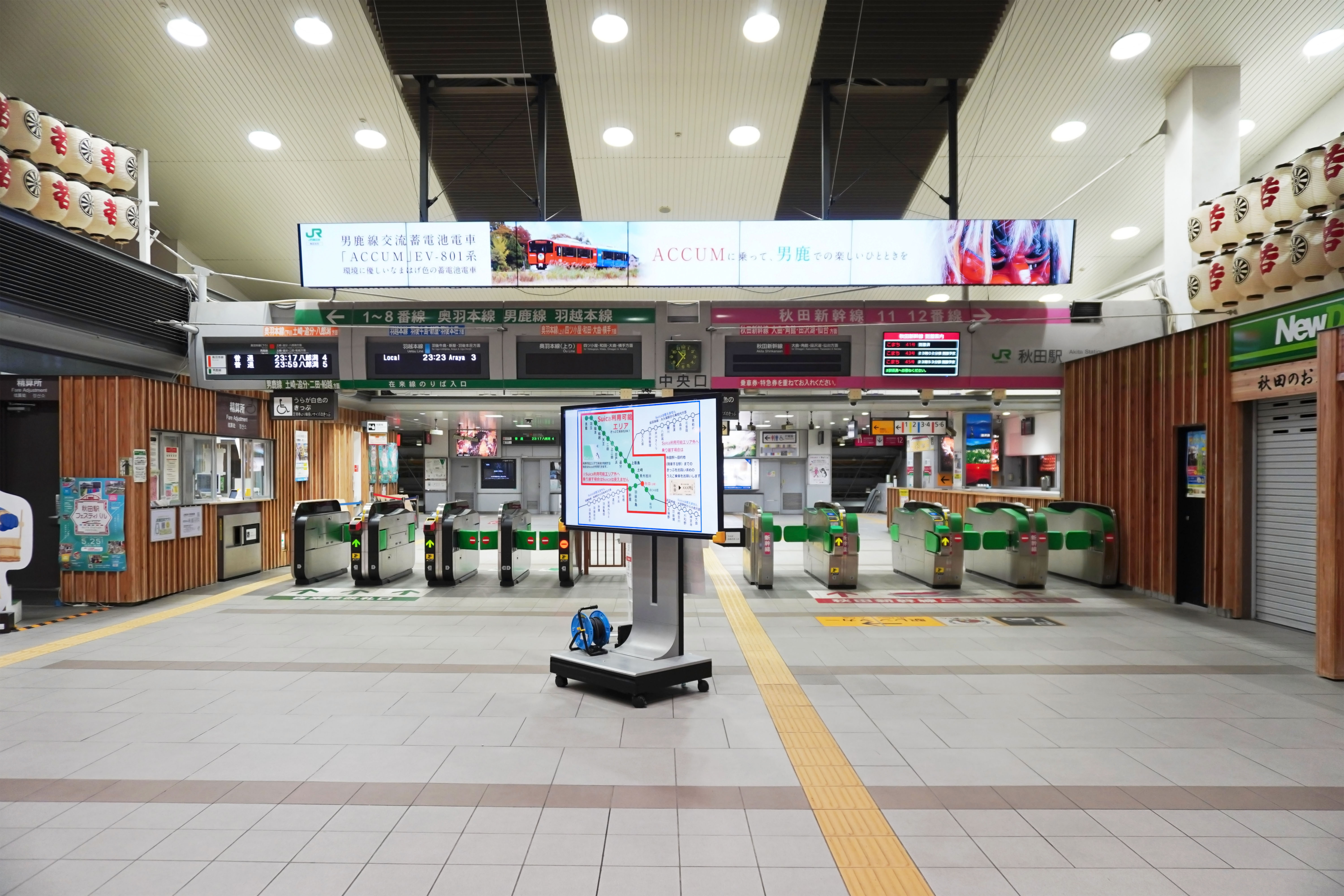
中央改札口（2024年5月）
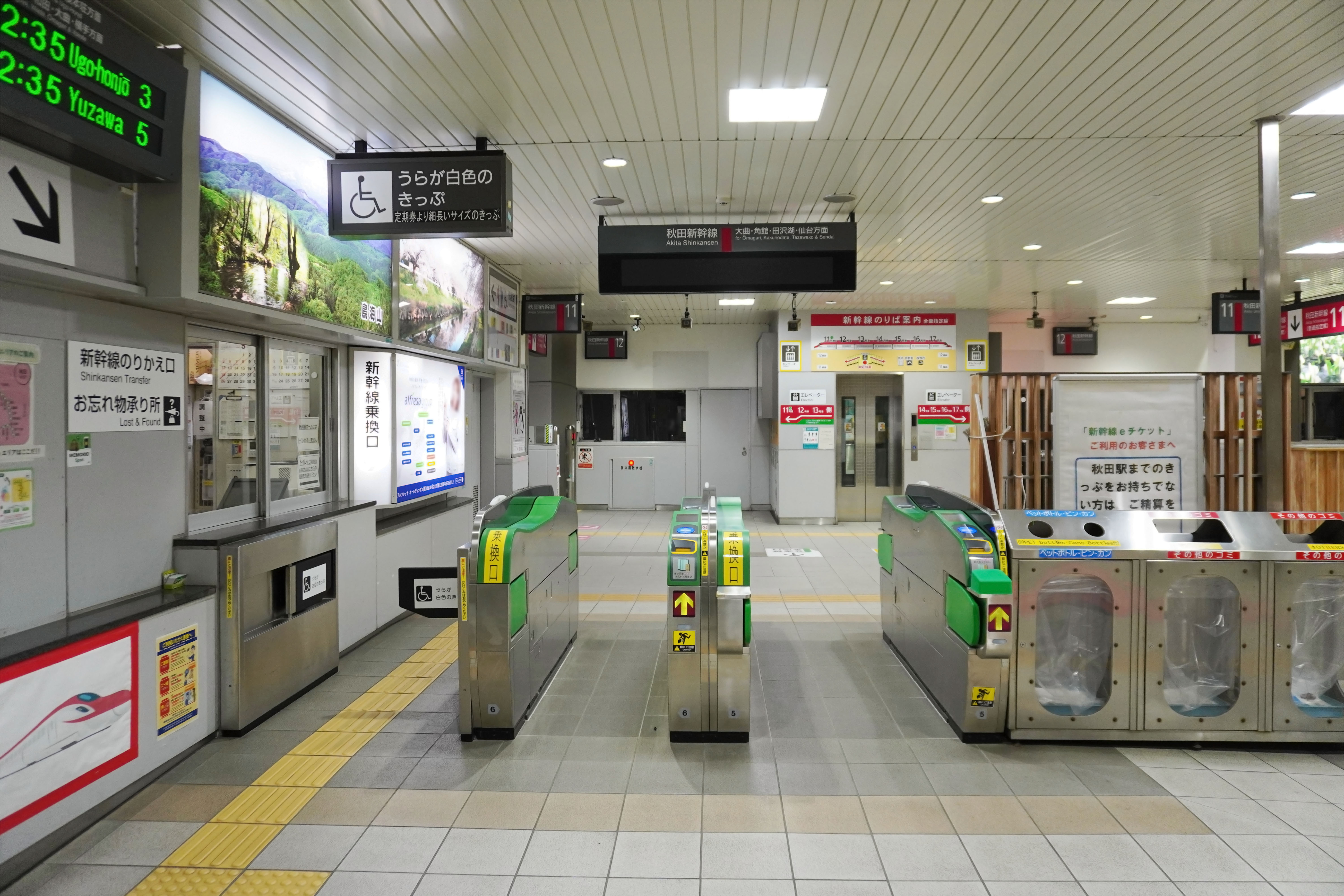
乗換改札口（2024年5月）
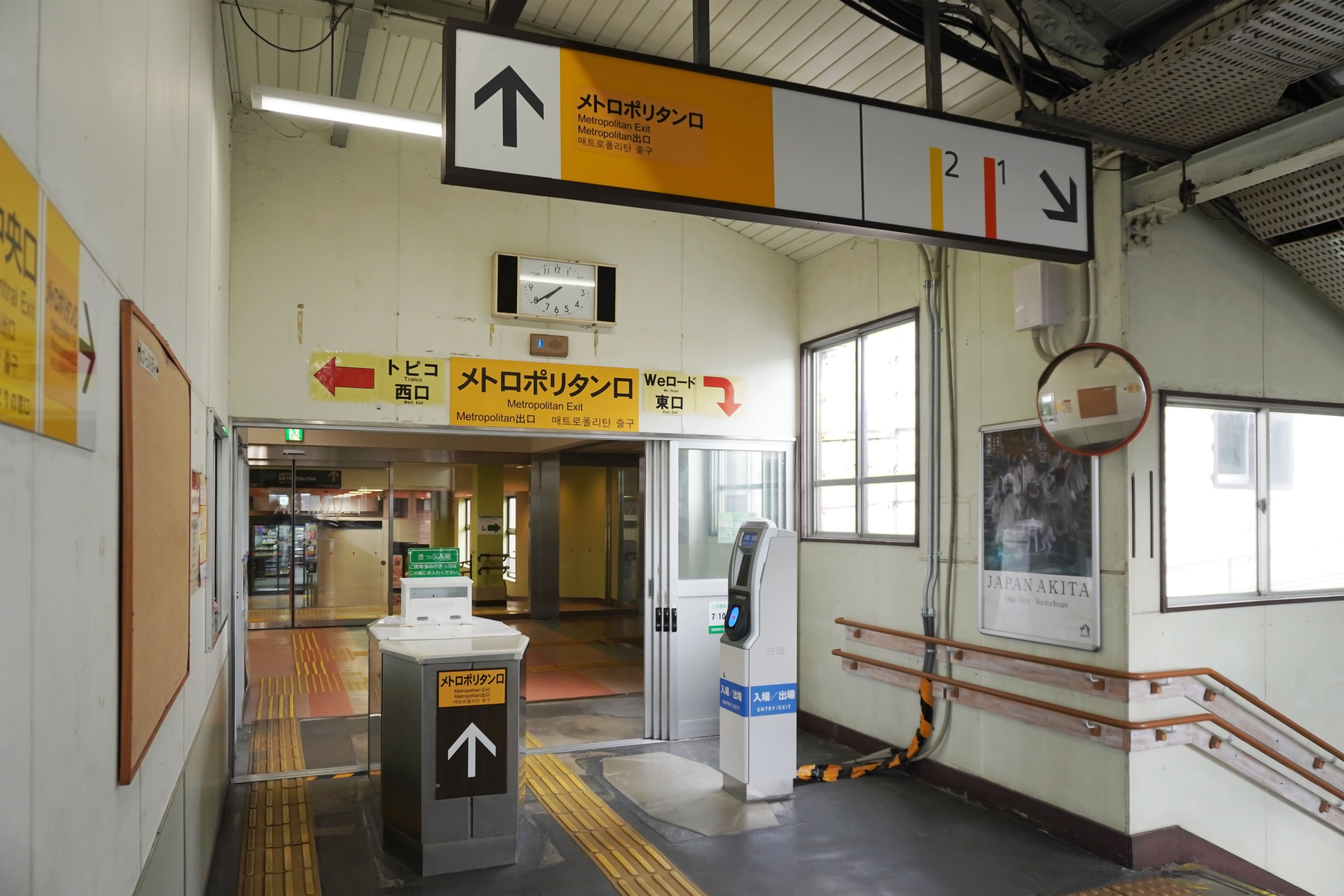
メトロポリタン口（2024年5月）

### 南跨線橋・北跨線橋・Weロード
改札内には各ホームを接続する跨線橋が2本存在する。中央改札口から直結する南跨線橋は、第1ホームから第3ホームまでの在来線（1番線 - 6番線）と第4ホーム南側の新幹線（11・12番線）に降りることができる。北跨線橋は、第1ホームから第4ホーム北側まですべての在来線（1番線 - 8番線）に降りることができる。北跨線橋と南跨線橋は4・5番線の間に連絡通路があり、直接行き来することができる。北跨線橋の西端には、駅ビル2階に直結する改札口（メトロポリタン口）が設置されている。南跨線橋の西端にもトピコ口が設置されていたが、2022年（令和4年）4月10日に廃止された。
現在の駅舎が開業した直後は南跨線橋と北跨線橋を繋ぐ連絡通路が存在せず、中央改札口から第4ホーム北側の在来線7・8番線へ行くには、一旦第2ホームへ降り北跨線橋を上って再度第4ホームへ降りる必要があった。2005年（平成17年）ごろに秋田中央道路の建設工事および南改札口の閉鎖に伴い、中央口・2番線から1番線への乗り継ぎができなくなったため補完する必要があったことと、7・8番線へ旅客をスムーズに移動させる目的で、南北跨線橋をつなぐ連絡通路が第2ホーム真上に建設された。工事終了後に撤去する予定だったが、利便性がよかったため今に至っている。
南北跨線橋は国鉄時代から使用されていたものを継承している。橋上駅舎への改築前は、駅ビル1階の中央改札口が1・2番線ホームに直結しており、南跨線橋・北跨線橋を通じて各ホームへ連絡していた。また、南跨線橋・北跨線橋にはそれぞれ駅ビル2階に通じる改札口が設置されていた（名称は南改札口、北改札口）。橋上駅舎化後は、北跨線橋はそのまま存続し、南跨線橋は自由通路上に移転した中央改札口の改札内通路となっている。
北跨線橋のさらに北側へ隣接して、秋田駅東西連絡歩道橋「Weロード」が設置されている。1997年（平成9年）に橋上駅舎が完成してからは通行者が減っていたが、2008年（平成20年）に自転車通行が可能となった。

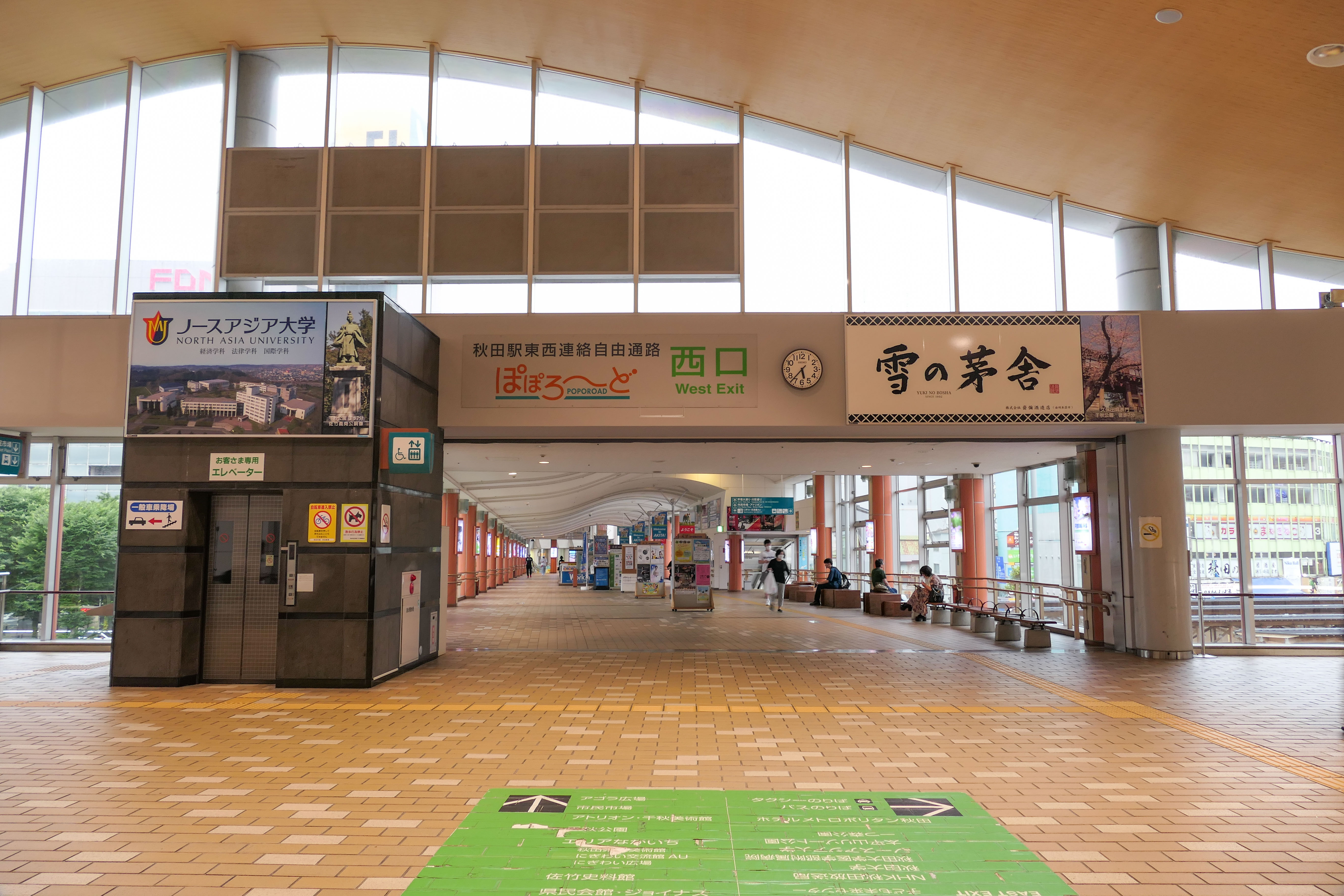
秋田駅東西連絡自由通路「ぽぽろーど」西口（2023年7月）
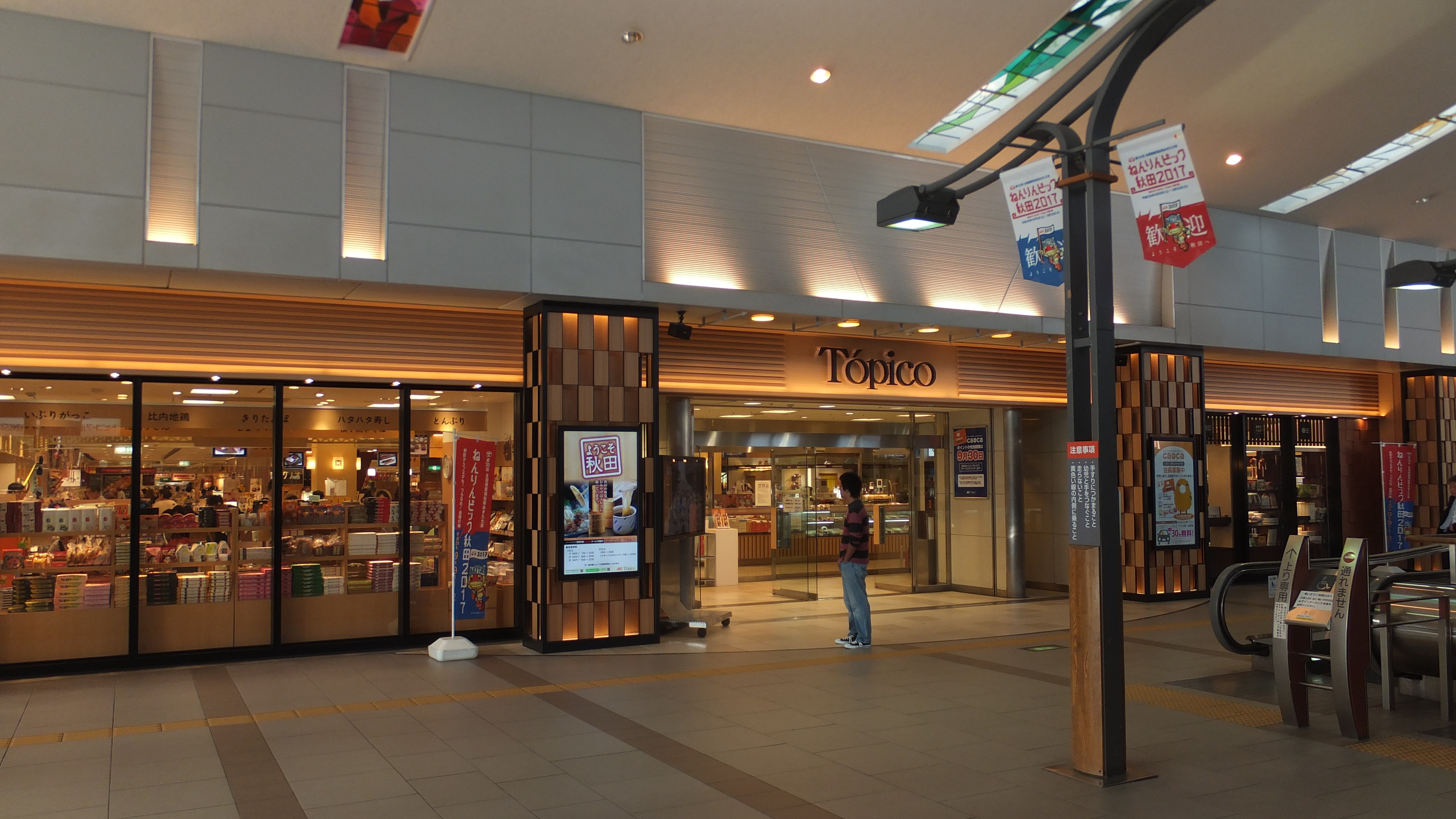
ステーションデパート「トピコ」（2017年8月）

### コインロッカー
自由通路2階に専用のコインロッカー室があり、それ以外では西口自由通路下（交番向かい）、駅ビル「トピコ」内の階段（Weロード入口階段）踊り場に設置されている。
一部のコインロッカーはSuica対応となっている。

### のりば
ホームは4面10線で、下記のとおりとなっている。

#### 在来線ホーム
1・2番線は単式・切欠きホーム1面2線で、1番線は2番線の青森方を切り欠いた位置にある。2番線からはすべての「リゾートしらかみ」が発車している。3 - 8番線は島式ホーム3面6線である。3 - 5番線の中でも3番線は大口団体列車などが発着し、優等列車の割合が多い。2・3番線の間と、6・7番線の間に通過線がある。7・8番線は福島方の半分を秋田新幹線ホームとしたため行き止まり（頭端式）であり、発着する列車は少ない。
なお、案内標では各ホームを右表のように色で区分して案内している。
| 番線  | 路線      | 方向 | 行先             |
| ----- | --------- | ---- | ---------------- |
| 1     | ■奥羽本線 | 下り | 東能代・弘前方面 |
| 1     | ■男鹿線   | 下り | 男鹿方面         |
| 2 - 6 | ■奥羽本線 | 上り | 大曲・湯沢方面   |
| 2 - 6 | ■奥羽本線 | 下り | 東能代・弘前方面 |
| 2 - 6 | ■羽越本線 | 上り | 酒田・鶴岡方面   |
| 2 - 6 | ■男鹿線   | 下り | 男鹿方面         |
| 7・8  | ■奥羽本線 | 下り | 東能代・弘前方面 |

| 1    | ■ |
| 2    | ■ |
| 3・4 | ■ |
| 5・6 | ■ |
| 7・8 | ■ |

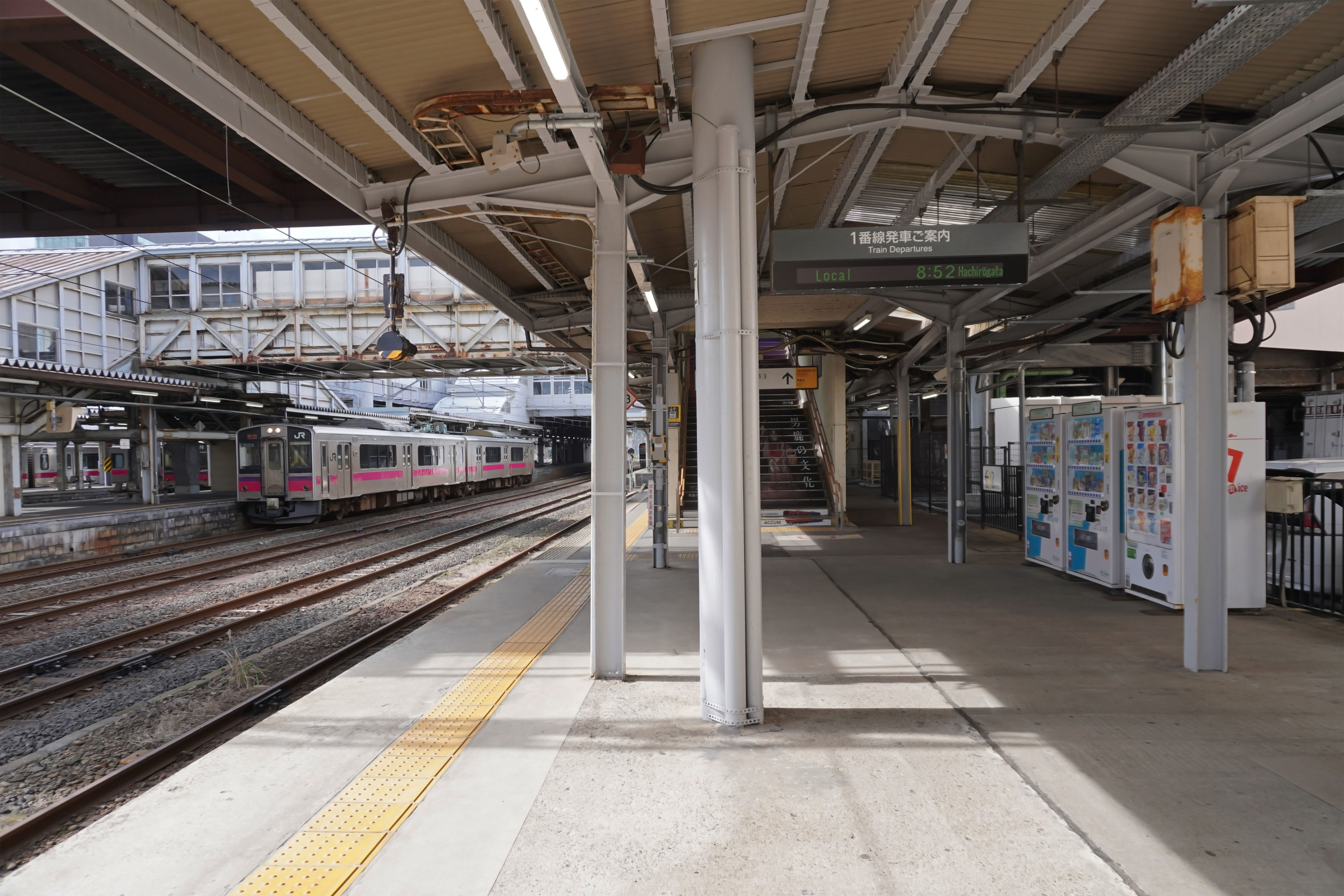
在来線1番線ホーム（2024年5月）
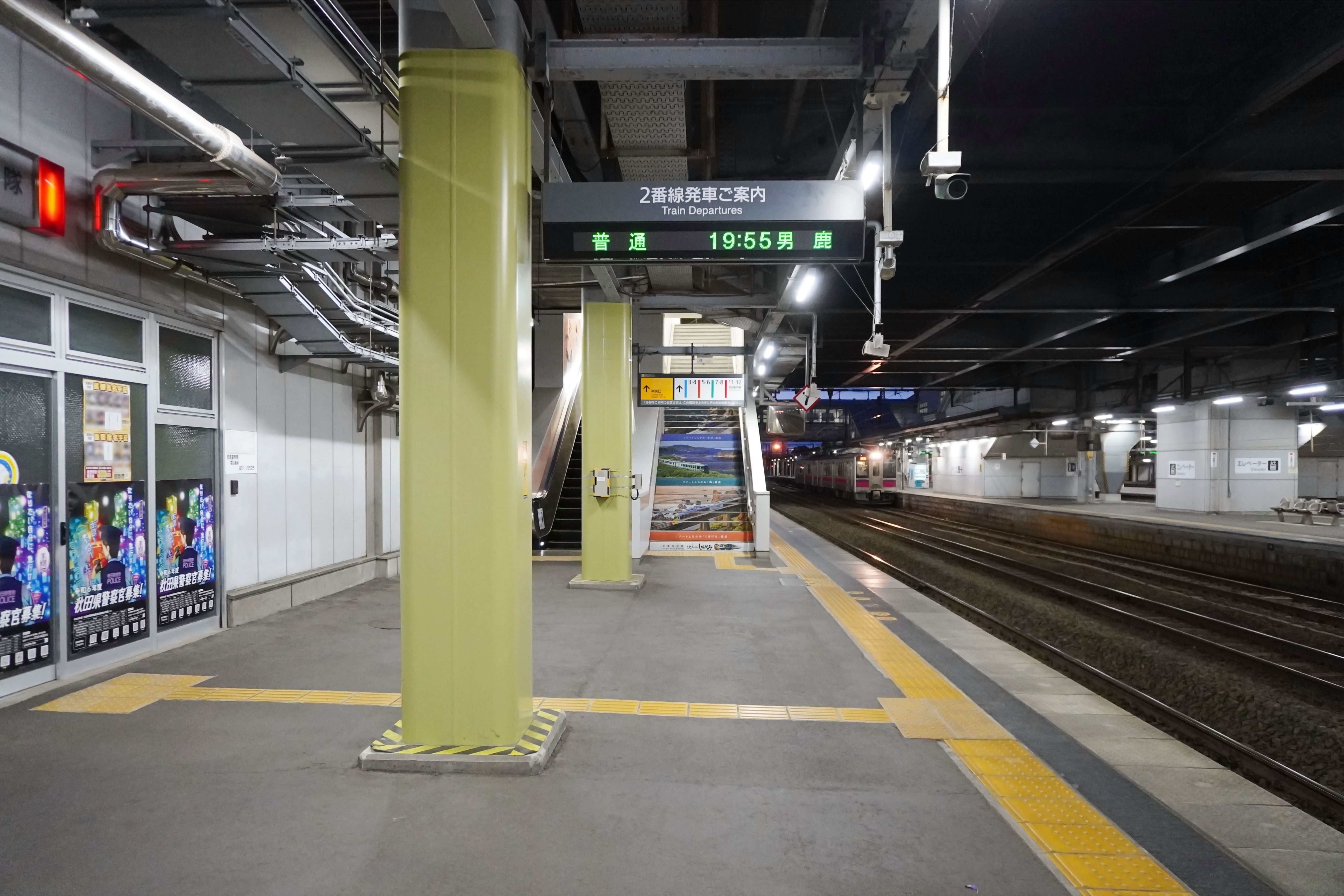
在来線2番線ホーム（2024年5月）
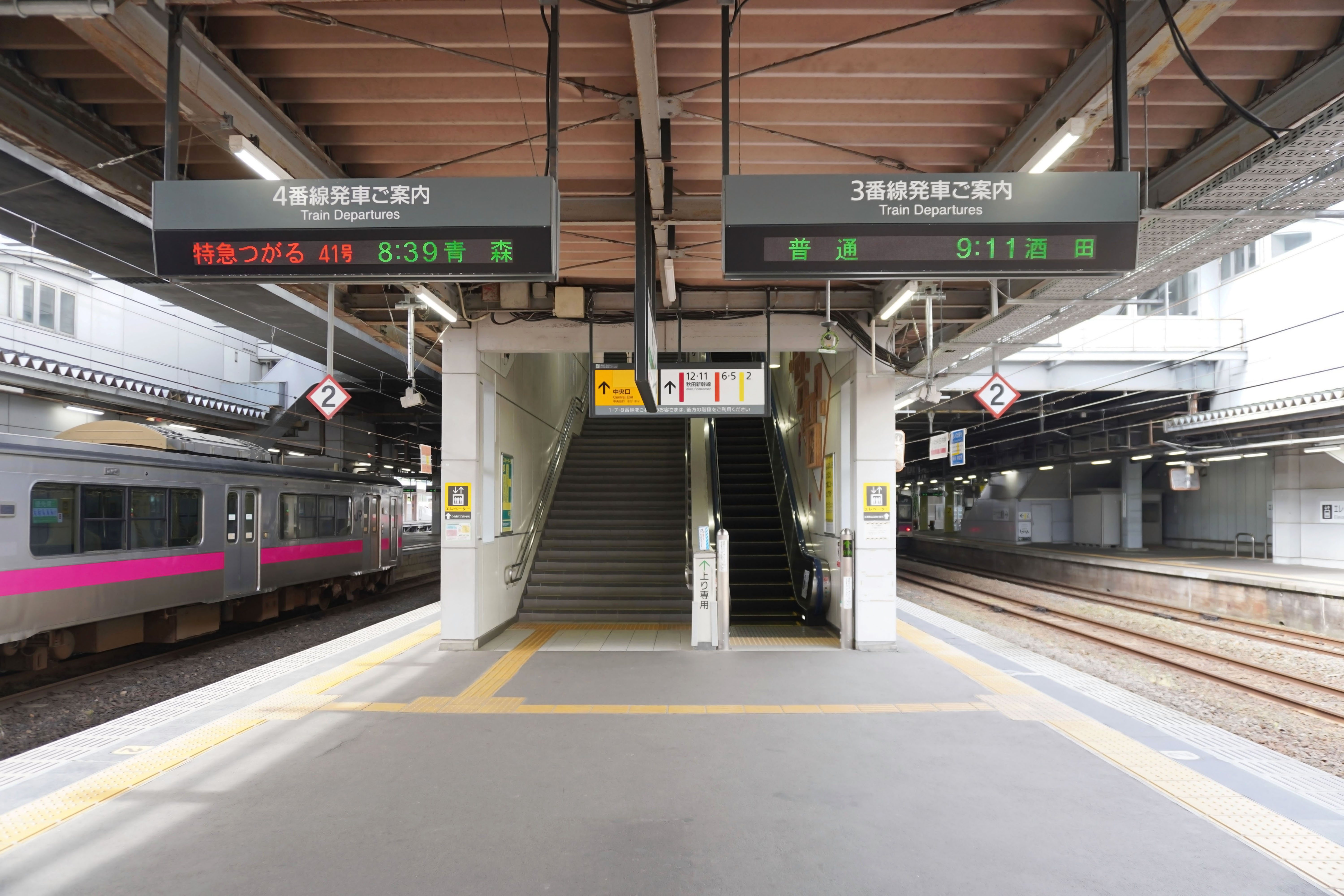
在来線3・4番線ホーム（2024年5月）
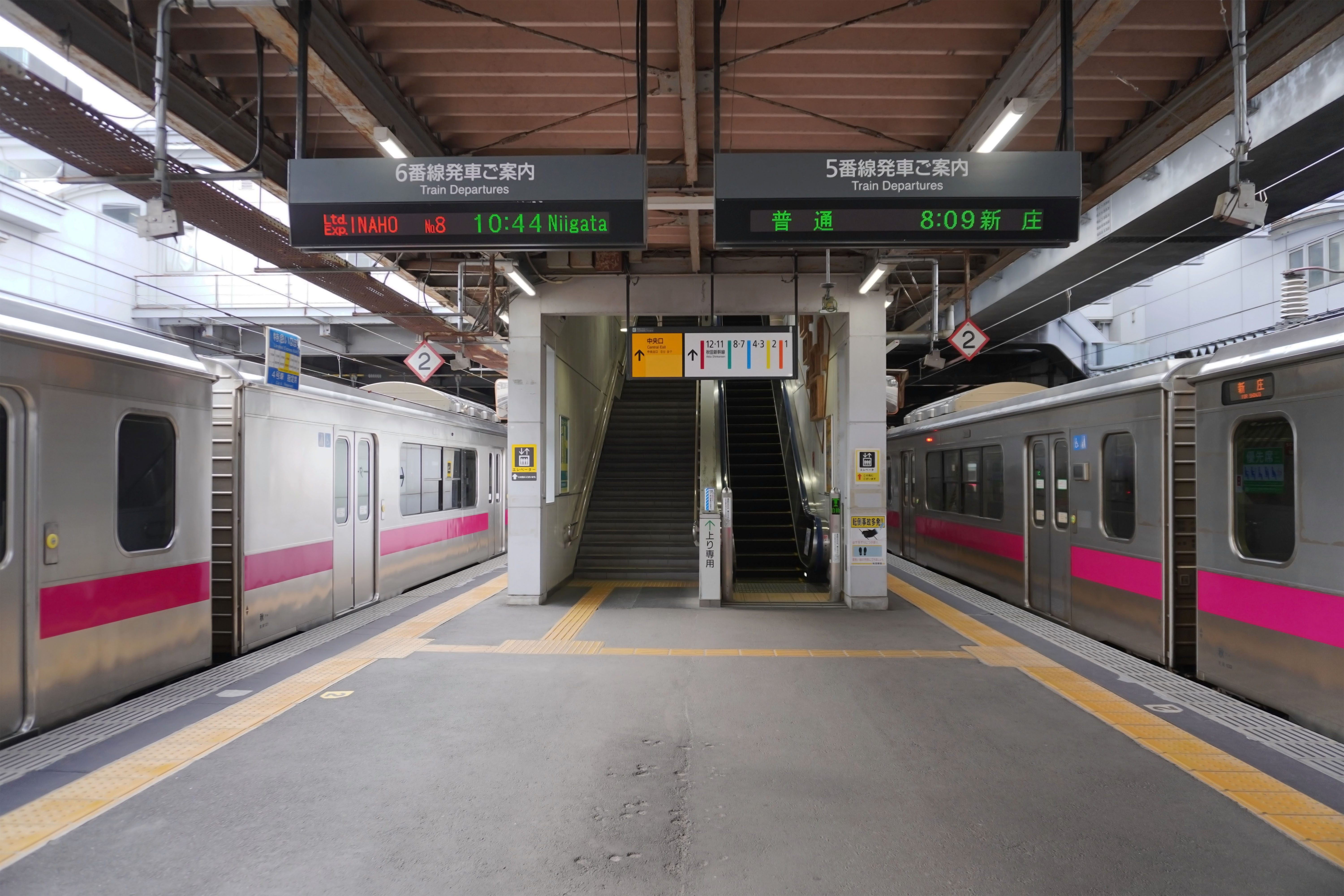
在来線5・6番線ホーム（2024年5月）
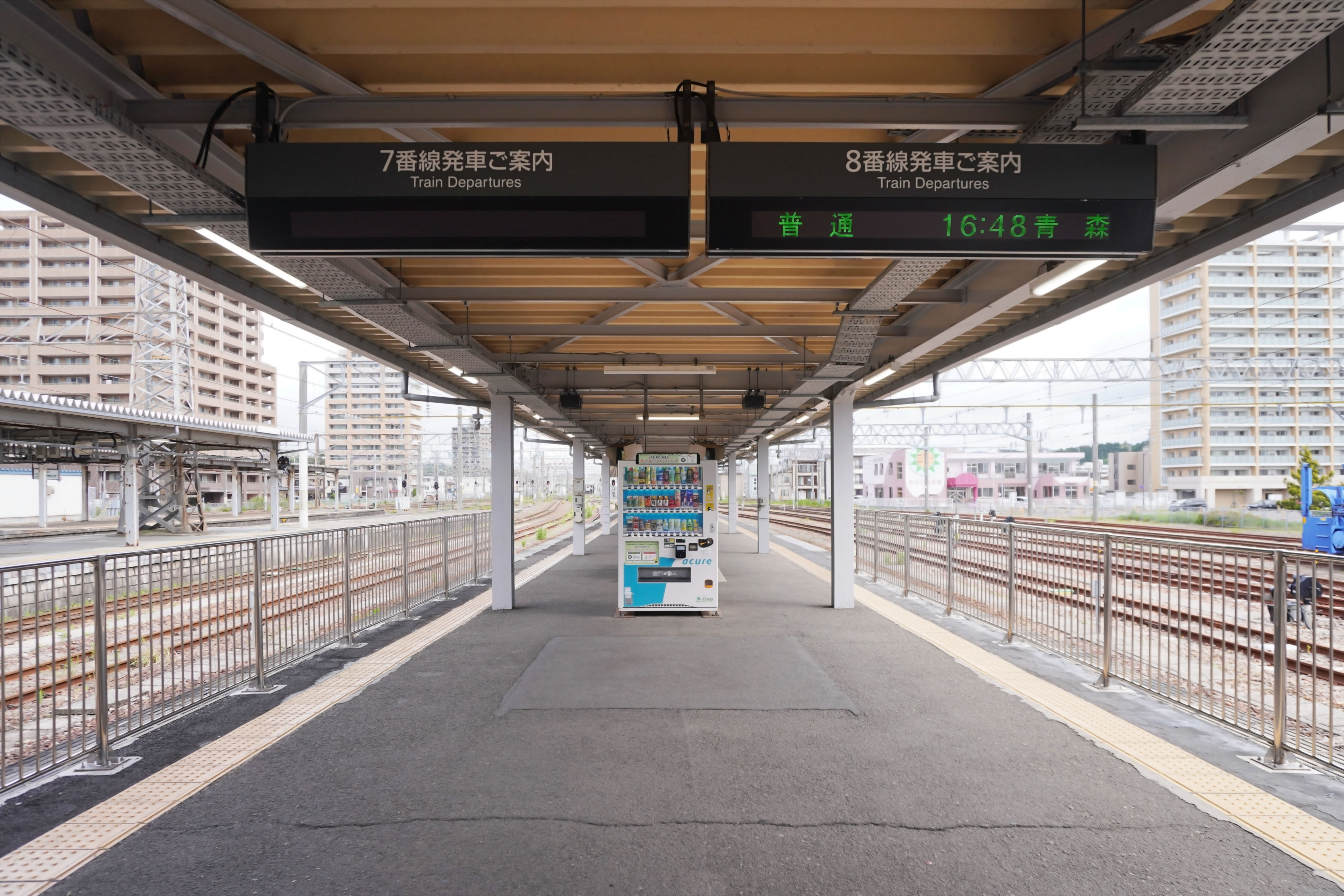
在来線7・8番線ホーム（2024年5月）

#### 新幹線ホーム
秋田新幹線は本駅が終点であり、頭端式1面2線ホームを有する。在来第4ホーム（7・8番線）と同一平面にあり、乗換改札口（自動改札機）が設置されていたが、2023年（令和5年）3月17日に廃止された。
| 番線 | 路線        | 方向 | 行先                   |
| ---- | ----------- | ---- | ---------------------- |
| 11   | ■秋田新幹線 | -    | （定期列車は降車専用） |
| 12   | ■秋田新幹線 | 上り | 大曲・田沢湖方面       |

- 当駅発の「こまち」は大曲駅で進行方向が変わるため、予め進行方向とは逆向きの状態で座席がセットされている。
- 快速「花火」など、701系5000番台を使用した臨時列車は当ホーム発着となる。

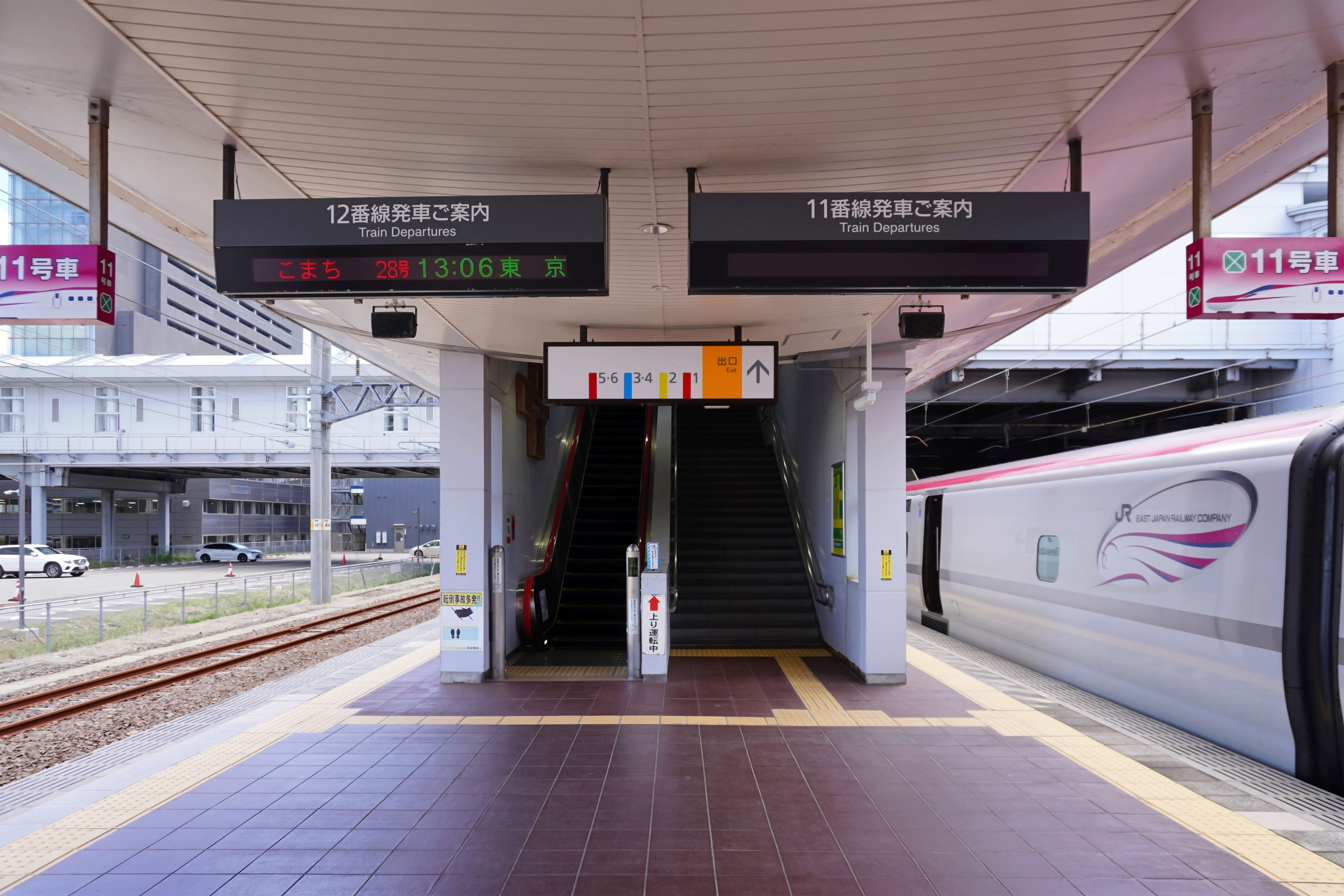
新幹線11・12番線ホーム（2024年5月）

## 貨物列車
本駅より1駅北に貨物専用の秋田貨物駅があるため、本駅への発送・到着はない。ただし、秋田総合車両センター南秋田センターへ搬入・搬出する臨時専用貨物列車による甲種輸送の到着がまれにある。
また、すべての列車が運転停車する。

## 駅弁
主な駅弁は下記の通り。
- 秋田肉三昧弁当
- 秋田比内地鶏こだわり鶏めし
- 秋田比内地鶏のいいとこどり弁当
- 比内地鶏の鶏めし弁当[新聞 40]
- あきたこまち弁当
- いわて黒豚とんかつ弁当
- 特製牛めし
- 鶏めし弁当

## 利用状況

### 1日平均乗車人員
JR東日本によると、2023年度（令和5年度）の1日平均乗車人員は9,830人である。
秋田新幹線はあくまで在来線扱いのため、以下の1日平均乗車人員は奥羽本線などのいわゆる「一般的な在来線」と「秋田新幹線」の合算で公表されている。在来線と新幹線の乗車人員が分けて公表される、新青森駅や仙台駅などのフル規格新幹線駅の公表方法とは異なる。
なお、1935年度（昭和10年度）および2000年度（平成12年度）以降の推移は以下のとおりである。
| 1日平均乗車人員推移 | 1日平均乗車人員推移 | 1日平均乗車人員推移 | 1日平均乗車人員推移 | 1日平均乗車人員推移 |
| 年度                | 定期外              | 定期                | 合計                | 出典                |
| ------------------- | ------------------- | ------------------- | ------------------- | ------------------- |
| 1935年（昭和10年）  |                     |                     | 2,677               | [ 31 ]              |
| 2000年（平成12年）  |                     |                     | 13,919              | [ 統計 2 ]          |
| 2001年（平成13年）  |                     |                     | 13,683              | [ 統計 3 ]          |
| 2002年（平成14年）  |                     |                     | 13,208              | [ 統計 4 ]          |
| 2003年（平成15年）  |                     |                     | 12,846              | [ 統計 5 ]          |
| 2004年（平成16年）  |                     |                     | 12,670              | [ 統計 6 ]          |
| 2005年（平成17年）  |                     |                     | 12,509              | [ 統計 7 ]          |
| 2006年（平成18年）  |                     |                     | 12,387              | [ 統計 8 ]          |
| 2007年（平成19年）  |                     |                     | 12,245              | [ 統計 9 ]          |
| 2008年（平成20年）  |                     |                     | 11,914              | [ 統計 10 ]         |
| 2009年（平成21年）  |                     |                     | 11,556              | [ 統計 11 ]         |
| 2010年（平成22年）  |                     |                     | 11,369              | [ 統計 12 ]         |
| 2011年（平成23年）  |                     |                     | 11,160              | [ 統計 13 ]         |
| 2012年（平成24年）  | 5,048               | 6,094               | 11,143              | [ 統計 14 ]         |
| 2013年（平成25年）  | 5,158               | 6,188               | 11,346              | [ 統計 15 ]         |
| 2014年（平成26年）  | 5,053               | 5,788               | 10,841              | [ 統計 16 ]         |
| 2015年（平成27年）  | 5,113               | 5,819               | 10,933              | [ 統計 17 ]         |
| 2016年（平成28年）  | 5,119               | 5,760               | 10,879              | [ 統計 18 ]         |
| 2017年（平成29年）  | 5,149               | 5,630               | 10,779              | [ 統計 19 ]         |
| 2018年（平成30年）  | 5,133               | 5,600               | 10,733              | [ 統計 20 ]         |
| 2019年（令和元年）  | 4,916               | 5,473               | 10,390              | [ 統計 21 ]         |
| 2020年（令和02年）  | 2,402               | 5,054               | 7,456               | [ 統計 22 ]         |
| 2021年（令和03年）  | 2,795               | 4,957               | 7,753               | [ 統計 23 ]         |
| 2022年（令和04年）  | 3,748               | 5,133               | 8,881               | [ 統計 24 ]         |
| 2023年（令和05年）  | 4,697               | 5,132               | 9,830               | [ 統計 1 ]          |

### 対東京年間輸送人員
JR東日本によると、コロナ禍の影響が無かった2018年度（平成30年度）の東京 - 秋田間の年間輸送人員は、新幹線が約135.7万人（シェア58%）、航空機が約97.2万人（シェア42%）、新幹線と航空機の合計は約232.9万人である。
| 東京 - 秋田 年間輸送人員（千人） | 東京 - 秋田 年間輸送人員（千人） | 東京 - 秋田 年間輸送人員（千人） | 東京 - 秋田 年間輸送人員（千人） | 東京 - 秋田 年間輸送人員（千人） |
| 年度                             | 新幹線                           | 航空機                           | 合計                             | 出典                             |
| -------------------------------- | -------------------------------- | -------------------------------- | -------------------------------- | -------------------------------- |
| 2014年（平成26年）               | 1,347                            | 888                              | 2,235                            | [ 32 ]                           |
| 2014年（平成26年）               | 60%                              | 40%                              | 100%                             | [ 32 ]                           |
| 2015年（平成27年）               | 1,358                            | 907                              | 2,262                            | [ 32 ]                           |
| 2015年（平成27年）               | 60%                              | 40%                              | 100%                             | [ 32 ]                           |
| 2016年（平成28年）               | 1,341                            | 910                              | 2,251                            | [ 32 ]                           |
| 2016年（平成28年）               | 60%                              | 40%                              | 100%                             | [ 32 ]                           |
| 2017年（平成29年）               | 1,349                            | 959                              | 2,308                            | [ 32 ]                           |
| 2017年（平成29年）               | 58%                              | 42%                              | 100%                             | [ 32 ]                           |
| 2018年（平成30年）               | 1,357                            | 972                              | 2,329                            | [ 32 ]                           |
| 2018年（平成30年）               | 58%                              | 42%                              | 100%                             | [ 32 ]                           |
| 2019年（令和元年）               | 1,297                            | 944                              | 2,241                            | [ 32 ]                           |
| 2019年（令和元年）               | 58%                              | 42%                              | 100%                             | [ 32 ]                           |
| 2020年（令和02年）               | 362                              | 166                              | 528                              | [ 32 ]                           |
| 2020年（令和02年）               | 69%                              | 31%                              | 100%                             | [ 32 ]                           |
| 2021年（令和03年）               | 509                              | 303                              | 812                              | [ 32 ]                           |
| 2021年（令和03年）               | 63%                              | 37%                              | 100%                             | [ 32 ]                           |
| 2022年（令和04年）               | 921                              | 740                              | 1,661                            | [ 32 ]                           |
| 2022年（令和04年）               | 55%                              | 45%                              | 100%                             | [ 32 ]                           |
| 2023年（令和05年）               | 1,329                            | 922                              | 2,251                            | [ 32 ]                           |
| 2023年（令和05年）               | 59%                              | 41%                              | 100%                             | [ 32 ]                           |

東京 - 秋田間における新幹線の輸送人員は、東京 - 盛岡間の約262.1万人、東京 - 青森間の約262万人に次いで北東北3位となっている。また、新幹線と航空機を合わせた輸送人員は、東京 - 青森間の約336.8万人、東京 - 盛岡間の約262.1万人に次いで北東北3位となっている。
| 2018年度（平成30年度） 北東北の対東京年間輸送人員（千人） | 2018年度（平成30年度） 北東北の対東京年間輸送人員（千人） | 2018年度（平成30年度） 北東北の対東京年間輸送人員（千人） | 2018年度（平成30年度） 北東北の対東京年間輸送人員（千人） | 2018年度（平成30年度） 北東北の対東京年間輸送人員（千人） |
| 区間                                                      | 新幹線                                                    | 航空機                                                    | 合計                                                      | 出典                                                      |
| --------------------------------------------------------- | --------------------------------------------------------- | --------------------------------------------------------- | --------------------------------------------------------- | --------------------------------------------------------- |
| 東京 - 秋田                                               | 1,357                                                     | 972                                                       | 2,329                                                     | [ 32 ]                                                    |
| 東京 - 秋田                                               | 58%                                                       | 42%                                                       | 100%                                                      | [ 32 ]                                                    |
| 東京 - 青森                                               | 2,620                                                     | 748                                                       | 3,368                                                     | [ 32 ]                                                    |
| 東京 - 青森                                               | 78%                                                       | 22%                                                       | 100%                                                      | [ 32 ]                                                    |
| 東京 - 盛岡                                               | 2,621                                                     | -                                                         | 2,621                                                     | [ 32 ]                                                    |
| 東京 - 盛岡                                               | 100%                                                      | 0%                                                        | 100%                                                      | [ 32 ]                                                    |

JR東日本によると2024年（令和6年）3月現在、新幹線の所要時間は最速3時間37分、運賃（通常期）は18,020円、1日15往復運行されている。また、航空機の所要時間は約2時間45分、1日9往復運行されている。

## 駅周辺
西口は秋田市の旧市街であり、古くからの商業地・官庁街である。東口は1988年（昭和63年）の秋田駅東西連絡歩道橋「Weロード」開通をきっかけに宅地化・商業地化が進行したものであり、それ以前は一部に新興住宅街が形成された農業地帯であった。
2010年（平成22年）12月1日には、東口にあったこまち第二駐車場跡地に、ジェイアールアトリスと東祥の共同開発により、「ホリデイスポーツクラブ秋田」が開業した。
西口南側には、JR東日本秋田支社の社屋が立地する。1959年（昭和34年）建築の社屋の老朽化に伴い、2017年（平成29年）4月24日から南側隣接地に新築した新社屋で業務を本格化し、旧社屋の跡地は秋田放送（ABS）がJRから土地を借り受けて本社を新築移転した。ABSの新社屋は2018年（平成30年）冬着工、2019年（平成31年）1月竣工、2020年（令和2年）3月16日未明から新社屋にてラジオ放送を開始し、同23日未明にはテレビ放送を開始した。
2017年（平成29年）2月末をもって秋田フォーラスは営業を終了し、同年10月に「秋田OPA（オーパ）」として全面改装のうえ、再オープンしている。
秋田銀行が主導し、高齢者が住みやすい地域づくりと持続可能な地域づくりを目的に2014年（平成26年）8月に設立した秋田プラチナタウン研究会に参画する、JR東日本秋田支社と医療法人城東整形外科（秋田市）が、2016年（平成28年）10月28日に、秋田駅東口の秋田拠点センターアルヴェの南側で駐車場として運用している土地を城東整形外科が借り受け、診察と治療およびリハビリを担う「城東スポーツ整形クリニック」を開院する方針を発表し、同クリニックは2018年（平成30年）5月7日に開院した。
また、2017年（平成29年）3月16日には、同クリニック予定地の北隣にJR東日本秋田支社が同社用地を活用した体育館である「JR秋田ゲートアリーナ（仮称）」を開設する方針を明らかとした。同アリーナは、秋田支社のバスケットボール部であるペッカーズとB.LEAGUEに所属するプロバスケットボールチームである秋田ノーザンハピネッツの拠点施設として整備し、保育所も併設するとしている。2018年（平成30年）6月6日に着工した。2019年（令和元年）5月23日に、JR東日本秋田支社は、同体育館の名称を「秋田ノーザンゲートスクエア」とすることを発表し、同年12月17日にオープンした。その後2020年（令和2年）7月3日より、事前予約をすることで、地域活用向けに体育館や多目的室の開放がなされている。
秋田支社からは2017年（平成29年）12月15日にアリーナ予定地北側に、秋田県内初となる食事付きの学生マンション・合宿所の建設も発表された。2019年（令和元年）5月23日には、JR東日本秋田支社が、同マンションの名称を「ディークレスト秋田駅前」、同合宿所の名称を「秋田ノーザンゲート トレーニングキャンプ」とすることを発表した。ディークレスト秋田駅前は2020年4月1日より運営開始し、秋田ノーザンゲート トレーニングキャンプについては同年春の入居開始を予定している。また、これらの再開発に伴い、秋田駅東口の「こまち駐車場」は、2018年（平成30年）6月30日に営業を終了した。
2019年（平成31年）3月14日に、JR東日本秋田支社は、秋田駅駅ビルに併設されているホテルメトロポリタン秋田の別館増築工事を推進していることを発表した。2020年（令和2年）2月20日に、同ホテルの別館増築工事に着手することを発表した後、同年3月10日より着工した。2020年（令和2年）11月26日にはホテルメトロポリタン秋田の別館増築の名称を「ホテルメトロポリタン 秋田 ノースウイング」とし、2021年（令和3年）5月31日に開業することを発表した。
西口駅前広場は「秋田駅前広場」として、平成6年度（平成8年度）手づくり郷土賞を（ふるさとの文化を育む街角の広場）受賞している。また、秋田市が同広場にて、2019年（令和元年）9月下旬より芝生広場の建設工事に着手している。着手と同時に、秋田駅と秋田放送（ABS）の社屋前の交差点を一直線で結ぶ歩道の新設、一般車用のロータリーの改修が実施されている。これらは2020年（令和2年）3月末の完成が予定されていたが、融雪設備工事の入札の不調が続いたことを理由に、同年7月末へと延期され、最終的に同年8月1日から一般供用を開始した。おもに、JR東日本や秋田市のイベントなどに使用される予定となっている。なお、駅前広場の工事着手に伴い、西口平面駐車場は2019年（令和元年）9月3日に営業を終了した。

### 西口
- JR東日本秋田支社
- 秋田ステーションビル・トピコ
  - 秋田中央警察署秋田駅前交番
  - 秋田駅トピコ郵便局
- 秋田駅ビル
  - ホテルメトロポリタン秋田
  - ホテルメトロポリタン秋田ノースウィング
  - 秋田ステーションビル・アルス
- 秋田オーパ
- 緑屋ビル
- フォンテAKITA
- 秋田中央ビルディング
  - 西武秋田店
  - ANAクラウンプラザホテル秋田
- 秋田放送
- ホテル・アルファ－ワン秋田
- コンフォートホテル秋田
- 中通温泉こまちの湯ドーミーイン秋田
- リッチモンドホテル秋田駅前
- ルートイングランティア秋田SPA RESORT
- アトリオン
  - 秋田市立千秋美術館
  - 札幌かに本家秋田店
  - 七十七銀行秋田支店
  - 三菱商事秋田支店
- 千秋公園（久保田城跡地）
  - あきた芸術劇場ミルハス
  - 秋田市立中央図書館明徳館
- 明徳館ビル
  - 秋田県立秋田明徳館高等学校
  - カレッジプラザ
  - スペースイオ
- エリアなかいち
  - 秋田市にぎわい交流館 AU
  - 秋田県立美術館 平野政吉コレクション
  - @4の3
- 秋田市民市場
- 地方独立行政法人秋田県立病院機構
  - 秋田県立循環器・脳脊髄センター
- 秋田駅前郵便局
- ゆうちょ銀行秋田店
- 秋田銀行秋田駅前支店
- クロッセ秋田
  - 北都銀行秋田駅前支店
  - 保険相談プラザ秋田駅前（北都のほけん相談 秋田駅前、旧・ほくとほけんの窓口 秋田駅前）
  - 秋田信用金庫秋田駅前支店
  - 日本郵船秋田支店
- 商工中金秋田支店
- 野村證券秋田支店
- SMBC日興証券秋田支店
- 大和証券秋田支店
- あすか信用組合秋田支店

### 東口
- 秋田拠点センターアルヴェ
  - 秋田市 駅東サービスセンター - 行政窓口
  - 秋田市民交流プラザ
  - 秋田市自然科学学習館
  - 東横INN秋田駅東口
  - ワオ・コーポレーション秋田県本部
- NHK秋田放送局
- 秋田中央交通東口バス案内所
- 秋田中央道路
- 秋田銀行手形支店
- 秋田県信用組合手形支店
- 秋田ノーザンゲートスクエア

## バス路線
（出典：秋田駅西口・東口バスのりば案内）

### 西口
西口バスターミナルは広場内に4つの島で形成されており、それぞれの島へは地上の横断歩道で連絡する。壁や屋根は秋田杉を用いた木造であり、2014年（平成26年）にグッドデザイン賞を受賞している。
| のりば | 運行事業者   | 系統・路線・行先 | 備考                                      |
| ------ | ------------ | --- | ----------------------------------------- |
| 1      | 秋田中央交通 | 空港リムジンバス：秋田空港 |                                           |
| 2      | 秋田中央交通 | - 140：大川反車庫ゆき - 231：泉八橋環状線（八橋回り） |                                           |
| 3      | 秋田中央交通 | - 145：臨海営業所ゆき - 146・147：県立プール線 | 「147」系統はスケート場開場時に運行       |
| 4      | 秋田中央交通 | - 110・113・118：新国道経由土崎線 - 101・105：追分線 - 100：五城目線 - 115・119：セリオン線 - 111：新国道・土崎経由秋田厚生医療センター線 - 114：新国道・臨港署前経由土崎線 |                                           |
| 5      | 秋田中央交通 | - 131・133：将軍野線 - 120・121：寺内経由土崎線 |                                           |
| 6      | 秋田中央交通 | - 700・701・702：川尻割山線 - 144：山王商業高校線 - 142：長崎屋経由大川反車庫ゆき                                                                                           |                                           |
| 7      | 秋田中央交通 | - 710・711・712・713：新屋線 - 720・721・722・723・724：新屋西線 - 600：茨島環状線（大町回り）                                                                              | 「712」系統は大森山動物園開園日に運行     |
| 8      | 秋田中央交通 | - 220：泉ハイタウン線 - 206・207・209：神田旭野線 - 210：添川線 - 231：泉八橋環状線（泉回り）                                                                               |                                           |
| 9      | 秋田中央交通 | - 424：桜ガ丘線 - 560・561：南大通り経由日赤病院線 - 550：大住みなみ野団地線 - 610：楢山大回り線 - 540：柳原経由御野場団地線                                                | 「561」系統は当駅止まりで、折り返し便なし |
| 10     | 秋田中央交通 | 高速：能代 - 秋田線（能代バスステーションゆき） |                                           |
| 10     | 羽後交通     | 急行：本荘・秋田線（本荘営業所ゆき / 県立体育館ゆき） |                                           |
| 10     | 秋田中央交通 | 中心市街地循環バス「ぐるる」 |                                           |
| 11     | 秋田中央交通 | - 340・341：赤沼線 - 300・301：太平線 - 333：松崎団地線 |                                           |
| 12     | 秋田中央交通 | - 372・373：手形山経由大学病院線 - 360・361・362：秋田温泉線 - 350・351・352・353：仁別リゾート公園線                                                                       |                                           |
| 13     | 秋田中央交通 | - 524：牛島経由御野場団地線 - 510・511：仁井田御所野線 - 570：二ツ屋福島線 - 531：大野線 - 601：茨島環状線（茨島回り）                                                      |                                           |

### 東口
1 - 5番のりばは駅前ロータリー上にある。旧ツアーバス系の高速バスはロータリーから離れた場所から発着する。
| のりば            | 運行事業者                                       | 系統・路線・行先                                        | 備考                                                               |
| ----------------- | ------------------------------------------------ | ------------------------------------------------------- | ------------------------------------------------------------------ |
| 1                 | 秋田中央交通                                     | - 422：桜ガ丘線 - 430：桜台線                           |                                                                    |
| 2                 | 秋田中央交通                                     | - 340・341：赤沼線（発着地） - 403：南ヶ丘線            |                                                                    |
| 3                 | 秋田中央交通                                     | 400・401・402：広面御所野線                             |                                                                    |
| 4                 | - 秋田中央交通 - 宮城交通 - ジェイアールバス東北 | 高速：仙秋号（仙台ゆき）                                |                                                                    |
| 4                 | - 秋田中央交通 - 小田急ハイウェイバス            | 高速：フローラ号（新宿ゆき / 大崎駅バスターミナルゆき） | 大崎バスターミナルゆきは繁忙期臨時便                               |
| 4                 | ジェイアールバス東北                             | 高速：ドリーム秋田・東京号（東京ディズニーランドゆき）  |                                                                    |
| 4                 | 秋北バス                                         | 高速：能代 - 秋田線（能代バスステーションゆき）         |                                                                    |
| 4                 | 男鹿半島定期観光バス                             |                                                         |                                                                    |
| 5                 | 貸切バス（送迎・観光）発着                       | 貸切バス（送迎・観光）発着                              |                                                                    |
| 5                 | イオンモール秋田ゆき無料シャトルバス             | イオンモール秋田ゆき無料シャトルバス                    | 土、日、祝とお客さま感謝デー（毎月20日・30日）開催日に運行。定員制 |
| NHK秋田放送局前   | WILLER EXPRESS                                   | 高速：WILLER EXPRESS（新宿ゆき）                        |                                                                    |
| NHK秋田放送局前   | 桜交通                                           | 高速：キラキラ号（新宿ゆき）                            |                                                                    |
| NHK秋田放送局前   | ジャムジャムエクスプレス                         | 高速：JAMJAMライナー（東京ディズニーシーゆき）          |                                                                    |
| 駅東駐車場内      | - 千葉みらい観光バス - 三栄交通 - 千栄交通       | 高速：KBライナー（新宿ゆき）                            |                                                                    |
| NHK秋田放送局東側 | ノースアジア大学シャトルバス                     | ノースアジア大学シャトルバス                            | 付近に停留所ポールなどはない                                       |

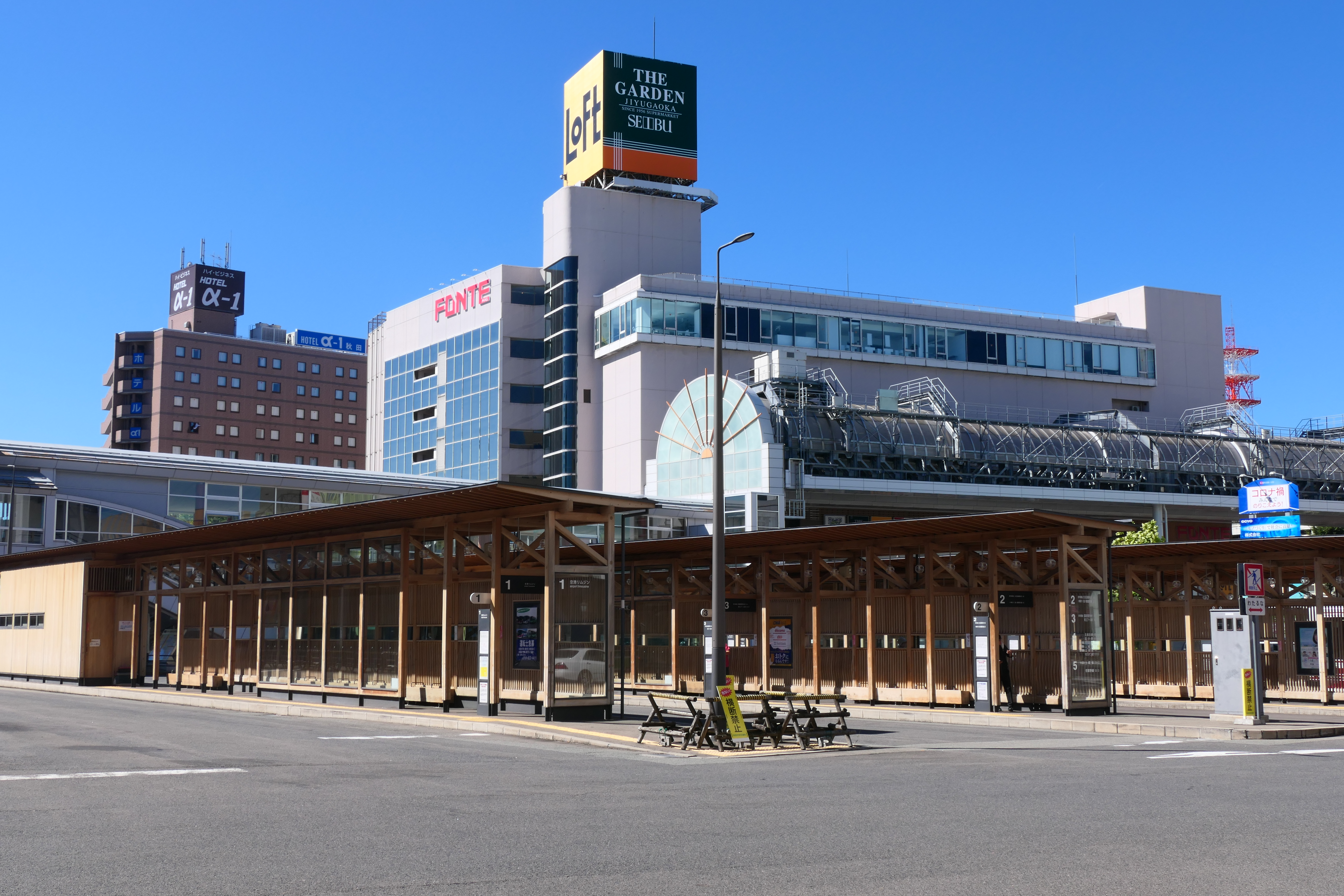
西口バスターミナル（2020年9月）
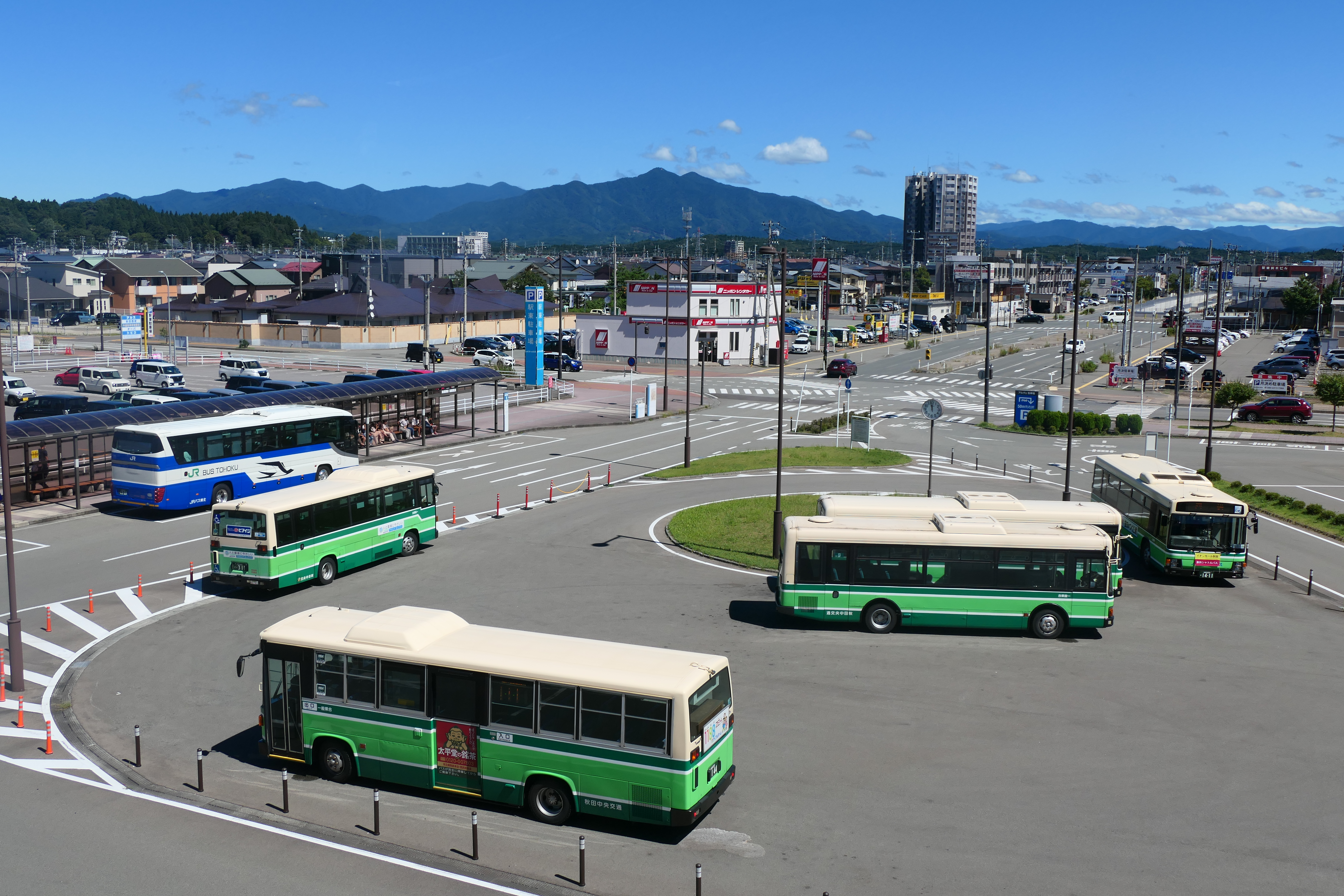
東口バスロータリー（2020年9月）

## 隣の駅
※新幹線と特急列車の隣の停車駅は列車記事を参照。
東日本旅客鉄道（JR東日本）
■秋田新幹線
大曲駅 - 秋田駅
■奥羽本線
- 特急「スーパーつがる」・「つがる」・臨時快速「リゾートしらかみ」発着駅

□快速・■普通
四ツ小屋駅 - 秋田駅 - 泉外旭川駅
- 湯沢駅 - 当駅間の快速列車は下りのみ。

■男鹿線（当駅 - 追分駅間は奥羽本線）
秋田駅 - 泉外旭川駅
■羽越本線
- 特急「いなほ」発着駅

■普通
羽後牛島駅 - 秋田駅

### 記事本文